# 近鉄22600系電車
近鉄22600系電車（きんてつ22600けいでんしゃ）は、近畿日本鉄道（近鉄）が2009年に導入した標準軌(1435mm)仕様の特急形車両である。22000系をリファインした次世代の汎用特急車両として開発された。
本項では同系の狭軌(1067mm)仕様である16600系電車（16600けいでんしゃ）についても記述する。
解説の便宜上、本項では22600系の場合は、大阪上本町駅・大阪難波駅向きの先頭車の車両番号+F（Formation=編成の略）を編成名として記述する（例：モ22601以下4両編成=22601F）。16600系では吉野駅向きの先頭車の車両番号+Fを編成名として記述する。

## 概要

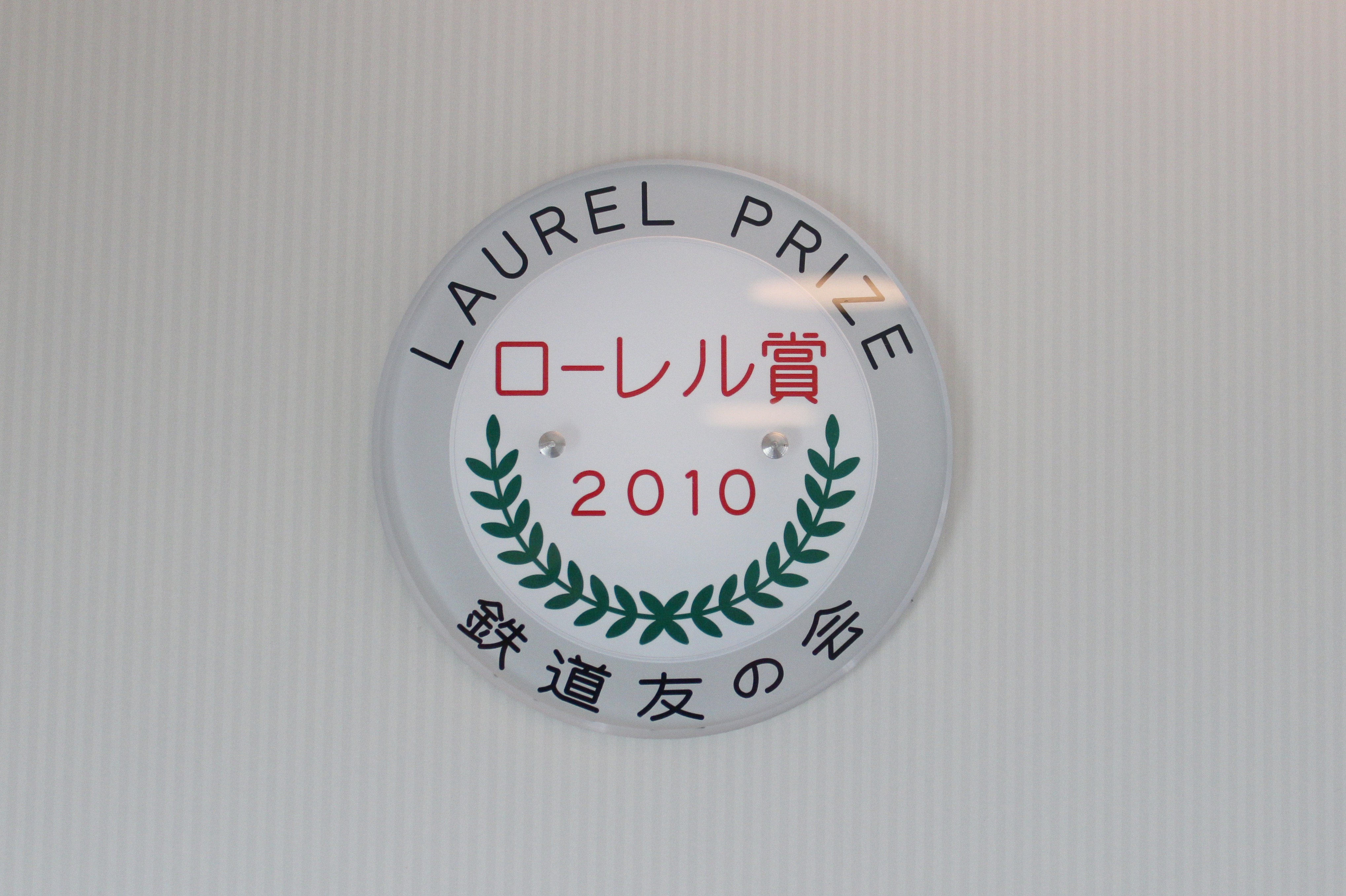
ローレル賞受賞プレート

22600系は標準軌路線の特急運用に既存の車両とともに広く運用することを想定している。分煙化対策のさらなる強化や座席の改良、ACコンセントの各座席への設置など、時代のニーズに適合するよう改良を図った。
車両愛称は「Ace」（エース）で、22000系の「ACE（エー・シー・イー）」と10400系、11400系の「エースカー」の名前を継承した。
22600系は鉄道友の会が制定する2010年度ローレル賞を受賞した。

## 編成
22600系の編成は4両編成と2両編成が存在する。4両編成は大阪難波駅寄りからモ22600形 - サ22700形 - モ22800形 - ク22900形と組成され、車両番号の下2桁は01から付番されている。2両編成はモ22600形 - ク22900形と組成され、車両番号の下2桁は51から付番されている。
電算記号（編成記号）は4両編成が「Ace」と「Four」から取られたAF、2両編成が「Ace」と「Two」から取られたATである。
| 大阪・京都発着編成 名古屋発着編成 | ← 神戸三宮・大阪難波・大阪上本町・京都近鉄奈良・橿原神宮前・天理・賢島・鳥羽・宇治山田・近鉄名古屋 → ← 賢島・鳥羽・宇治山田・近鉄四日市・大和西大寺・平端天理・湯の山温泉・近鉄名古屋 → | ← 神戸三宮・大阪難波・大阪上本町・京都近鉄奈良・橿原神宮前・天理・賢島・鳥羽・宇治山田・近鉄名古屋 → ← 賢島・鳥羽・宇治山田・近鉄四日市・大和西大寺・平端天理・湯の山温泉・近鉄名古屋 → | ← 神戸三宮・大阪難波・大阪上本町・京都近鉄奈良・橿原神宮前・天理・賢島・鳥羽・宇治山田・近鉄名古屋 → ← 賢島・鳥羽・宇治山田・近鉄四日市・大和西大寺・平端天理・湯の山温泉・近鉄名古屋 → | ← 神戸三宮・大阪難波・大阪上本町・京都近鉄奈良・橿原神宮前・天理・賢島・鳥羽・宇治山田・近鉄名古屋 → ← 賢島・鳥羽・宇治山田・近鉄四日市・大和西大寺・平端天理・湯の山温泉・近鉄名古屋 → | ← 神戸三宮・大阪難波・大阪上本町・京都近鉄奈良・橿原神宮前・天理・賢島・鳥羽・宇治山田・近鉄名古屋 → ← 賢島・鳥羽・宇治山田・近鉄四日市・大和西大寺・平端天理・湯の山温泉・近鉄名古屋 → | ← 神戸三宮・大阪難波・大阪上本町・京都近鉄奈良・橿原神宮前・天理・賢島・鳥羽・宇治山田・近鉄名古屋 → ← 賢島・鳥羽・宇治山田・近鉄四日市・大和西大寺・平端天理・湯の山温泉・近鉄名古屋 → | ← 神戸三宮・大阪難波・大阪上本町・京都近鉄奈良・橿原神宮前・天理・賢島・鳥羽・宇治山田・近鉄名古屋 → ← 賢島・鳥羽・宇治山田・近鉄四日市・大和西大寺・平端天理・湯の山温泉・近鉄名古屋 → | ← 神戸三宮・大阪難波・大阪上本町・京都近鉄奈良・橿原神宮前・天理・賢島・鳥羽・宇治山田・近鉄名古屋 → ← 賢島・鳥羽・宇治山田・近鉄四日市・大和西大寺・平端天理・湯の山温泉・近鉄名古屋 → |
| 4両固定編成                       | 形式 | モ22600形 (Mc) | サ22700形 (T) | モ22800形 (M) | ク22900形 (Tc) | | | |
| 4両固定編成                       | 車両写真 | | | | | | | |
| 4両固定編成                       | 搭載機器 | VVVF,＞ | CP,BT | VVVF,＞ | SIV（140kVA）,CP,BT | | | |
| 4両固定編成                       | 自重 | 47.0t | 39.0t | 44.0t | 43.0t | | | |
| 4両固定編成                       | 定員 | 56 | 54 | 56 | 40 | | | |
| 4両固定編成                       | 車内設備 | | 洗面室・トイレ 車椅子対応設備 | 車内販売準備室 自動販売機 | 洗面室・トイレ 喫煙室 | | | |
| 2両固定編成                       | 形式 | モ22600形 (Mc) | ク22900形 (Tc) | | | | | |
| 2両固定編成                       | 車両写真 | | | | | | | |
| 2両固定編成                       | 搭載機器 | ＞,VVVF,＞ | SIV（80kVA）,CP,BT | | | | | |
| 2両固定編成                       | 自重 | 47.0t | 43.0t | | | | | |
| 2両固定編成                       | 定員 | 56 | 40 | | | | | |
| 2両固定編成                       | 車内設備 | | 洗面室・トイレ 喫煙室 | | | | | |

- 形式欄のMはMotorの略でモーター搭載車（電動車）、TはTrailerの略でモーターを搭載しない車（付随車）、McやTcのcはcontrollerの略で運転台装備車（制御車）。
- 搭載機器欄のVVVFは制御装置、SIVは補助電源装置、CPは電動空気圧縮機、BTは蓄電池、＞＜はパンタグラフ搭載位置と関節の方向。
- 編成定員は4両編成が206名・2両編成が96名。

## 構造

### 外観

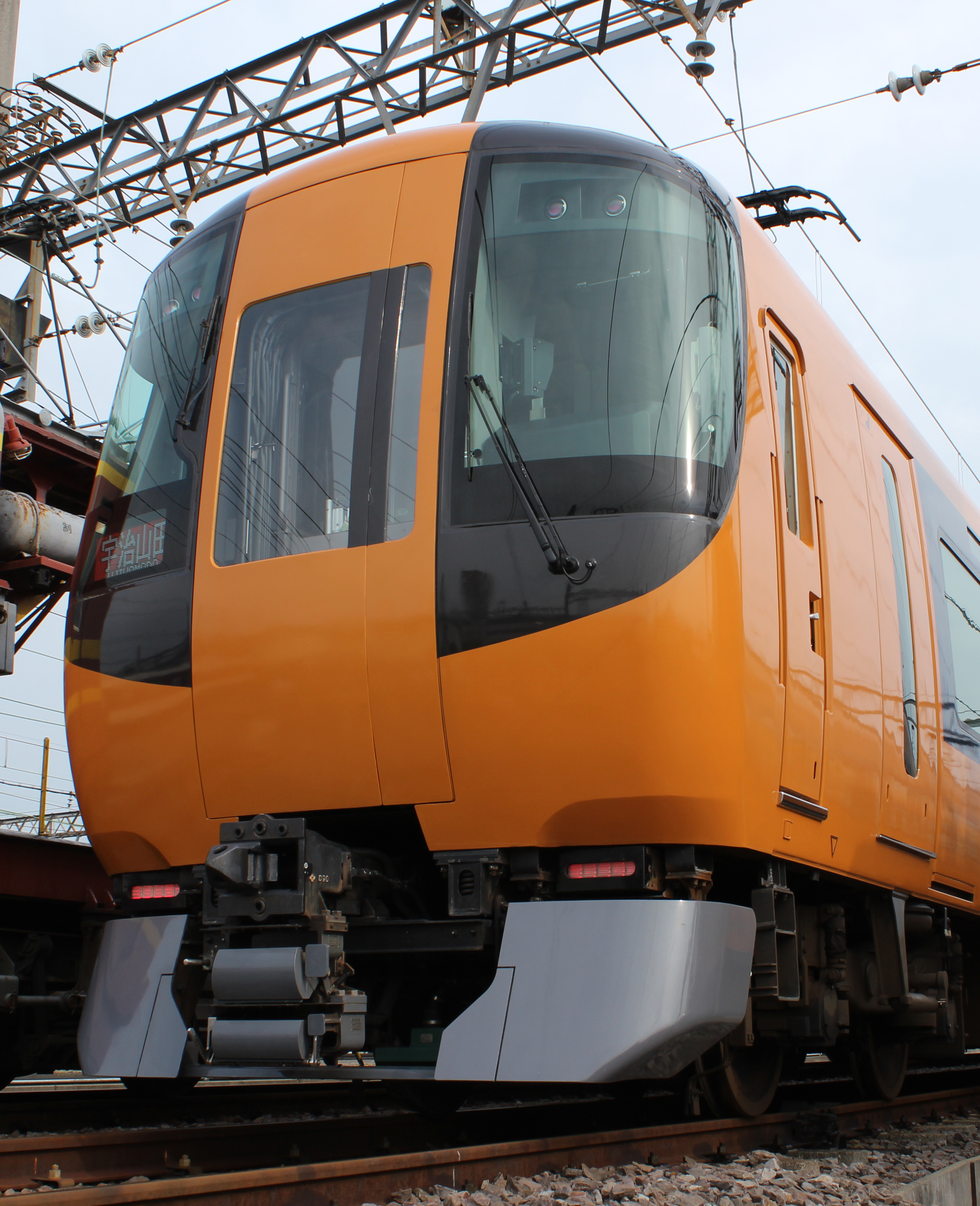
3次元曲面を描く先頭形状

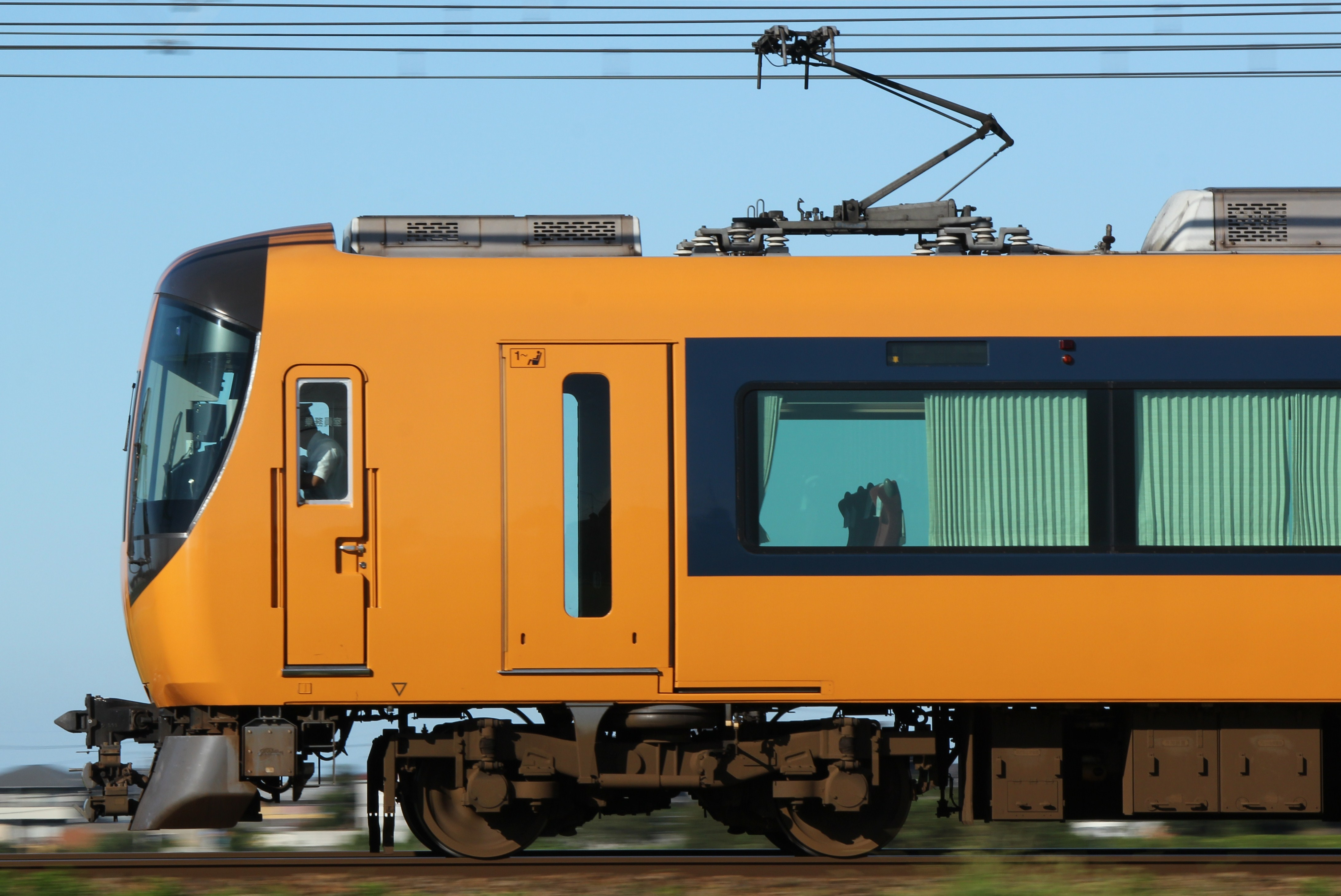
サイドビュー

前頭形状は貫通形でありながら正面を緩やかな曲面とし、天面や側面にかけて大きく丸みを帯びた曲面で構成することにより、22000系・16400系よりもさらに流線形に近づいたデザインとしている。運転台前面と貫通扉には大型曲面ガラスを用い、貫通扉には幌を内側に格納できる左右開きのスライド式プラグドアを採用している。
車体側面の客室側窓はUVカットガラスを使用した高さ965mmの外付け連続窓としており、乗客用乗降扉は外側スライド方式のプラグドアを採用したが、21020系で採用されたドアステップは省略された。
近鉄特急車では初めて竣工当初から連結面側に板状の転落防止幌を装備した。ただし先頭車の前面には転落防止幌が未設置のため、先頭車同士による連結の際は転落注意を促す放送装置が排障器裏側に設置された。
車体への塗り分けはこれまでの近鉄特急車のイメージを踏襲し、オレンジ地に客室側窓周りをブルー、正面窓周りをブラックの塗装としたほか、T車・Tc車側面の一部に8本のブルーのラインとAceのロゴタイプをプリントしているが、本系列は22000系の車体更新を皮切りに開始された汎用特急車両の塗装変更が発表され、22600系・16600系ともに塗装変更の対象とされている。
前頭部左右の窓の上部にはHID型の前照灯をそれぞれ2個ずつ格納しているほか、車掌台側の窓の下部には赤色と白色が表示できるフルカラーLED方式の行先表示器を、乗客用乗降扉近くの客室側窓上には3色LED式の行先表示器を備える。なお、側面表示器は「特急」「全席指定」および途中駅切り離し車両の表示も可能としている。
標識灯・尾灯は車体前面底辺と排障器との間にLED方式のものを装備し、通過標識灯として表示する場合には電球色、尾灯として表示する場合は赤色に発光する。
冷房装置は、キセの塗装省略などメンテナンス性を考慮し、通勤車のシリーズ21と同様にクーラー一体部品としてキセのほとんどを省略した。ただし、装置前後および装置間にはFRPキセを取り付けた。
連結器は先頭車前面が二段式電気連結器つき密着連結器を、その他の連結面間は棒連結器をそれぞれ採用している。二段式電気連結器の採用により22600系（16600系）編成同士の連結時にはブレーキ制御の電気指令およびモニタ装置の情報伝送を可能としている。
パンタグラフは22600系4両編成が編成中2基、同系2両編成と16600系も2基搭載とした。

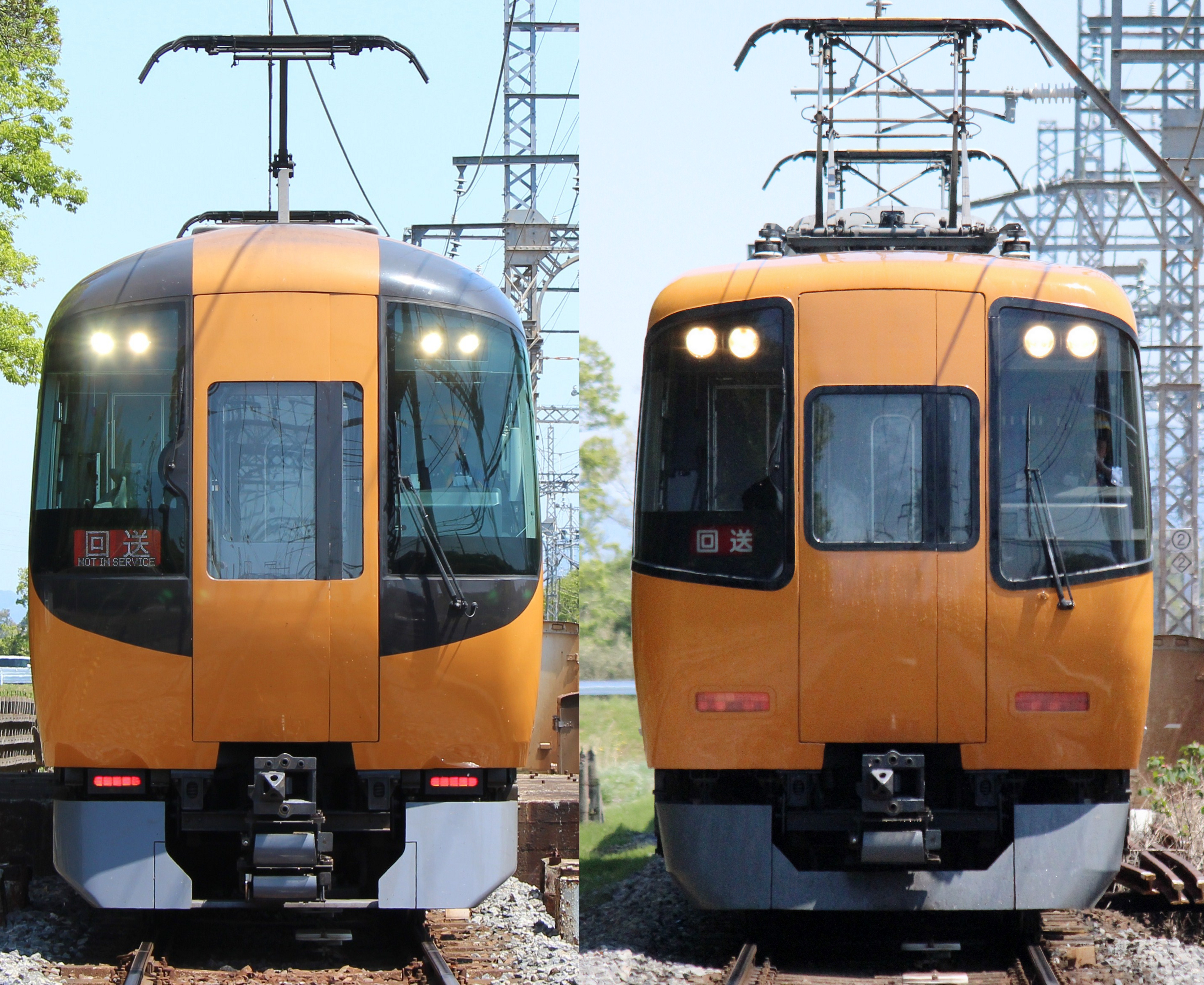
22000系のデザインを大筋で踏襲
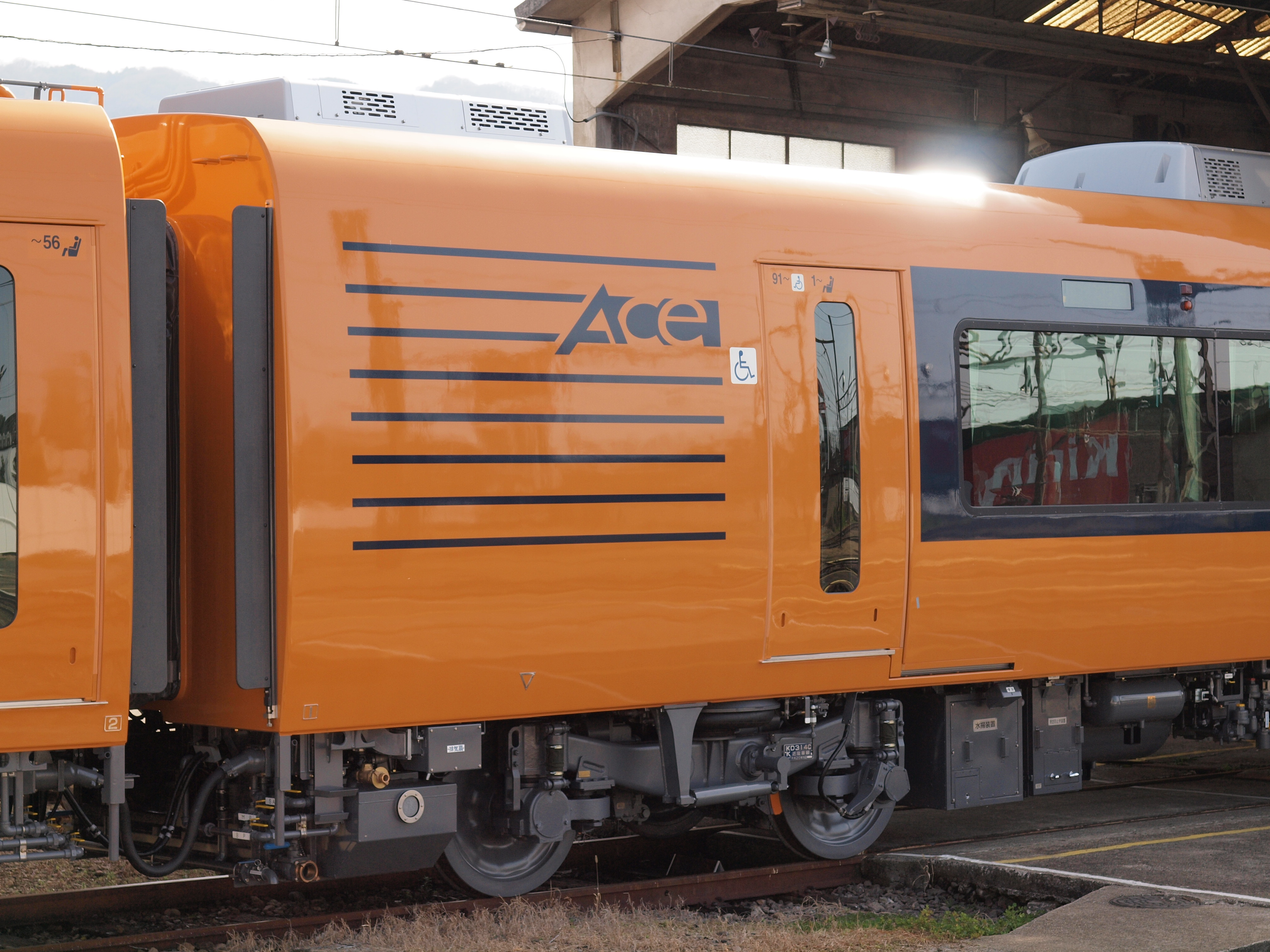
Aceロゴタイプ
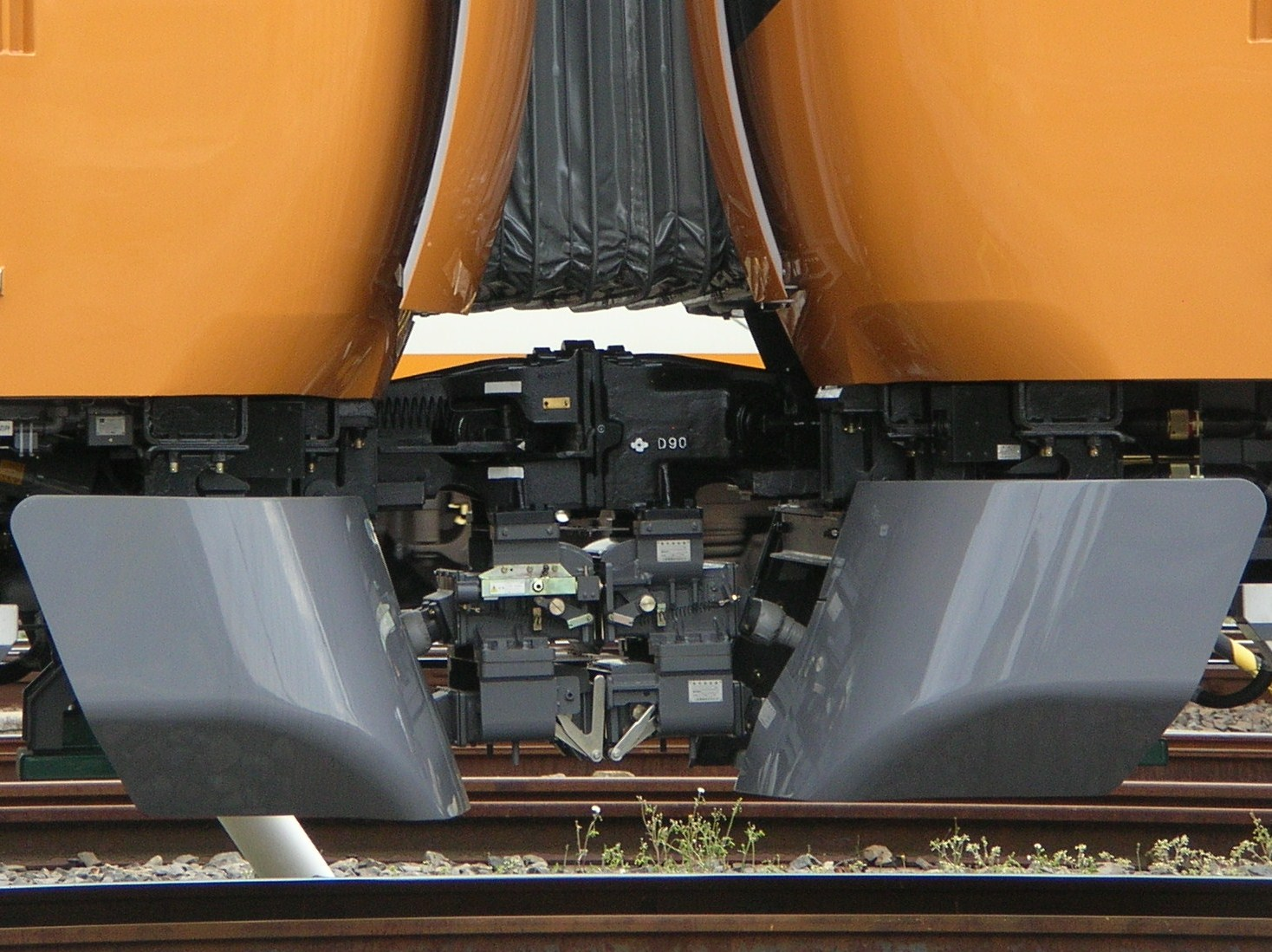
二段式電気連結器を採用
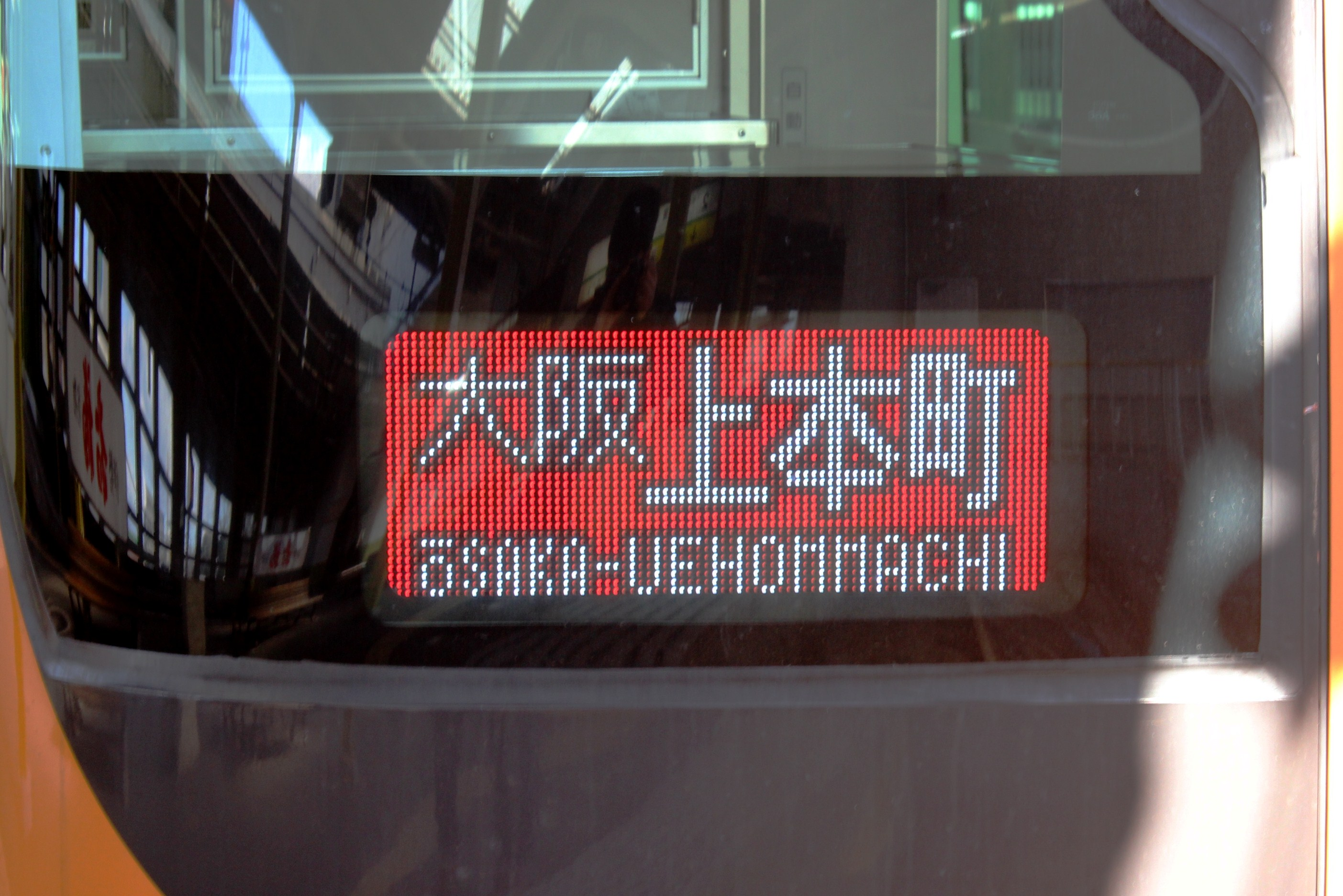
正面行先表示器
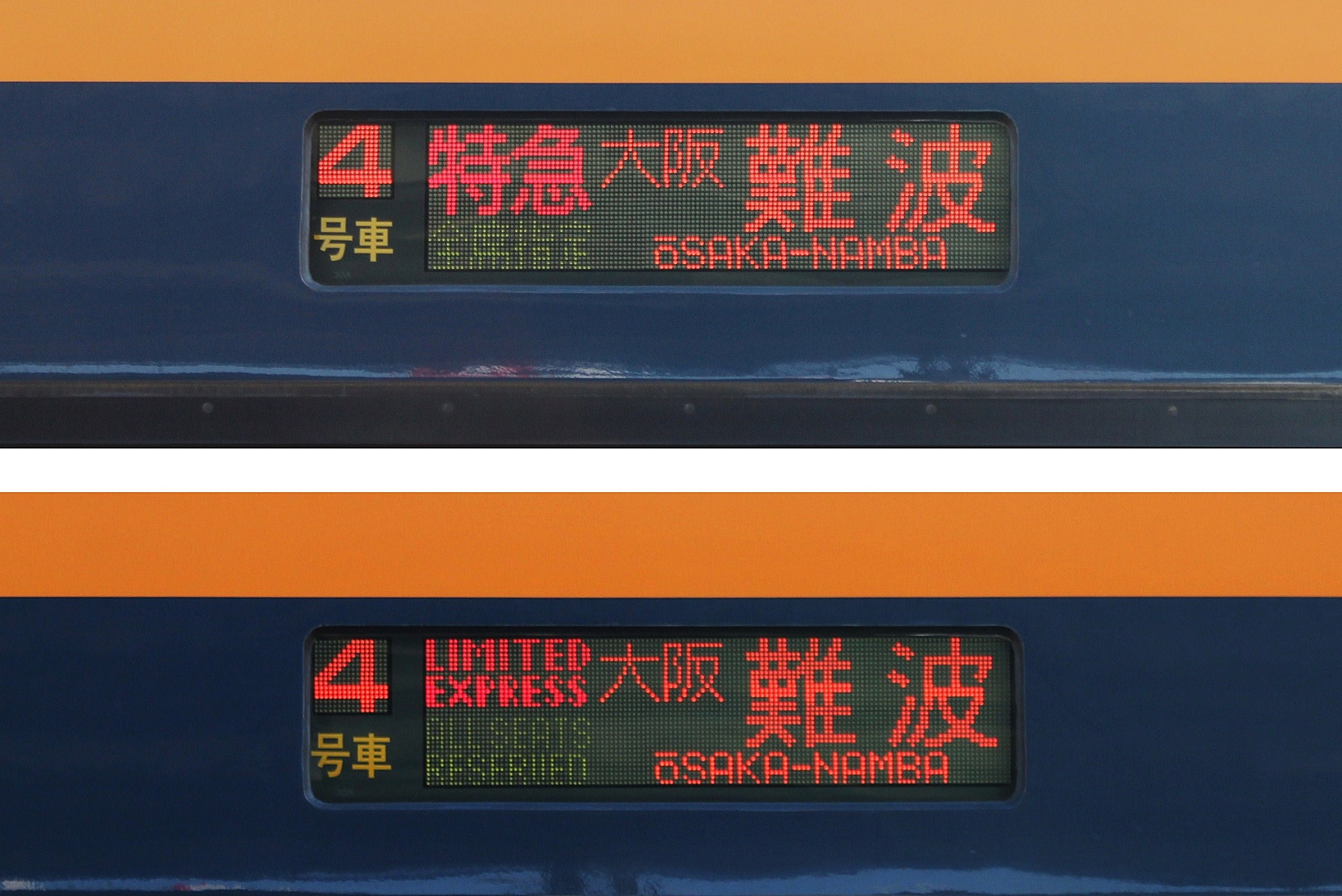
側面行先表示器 日本語と英語を交互に表示
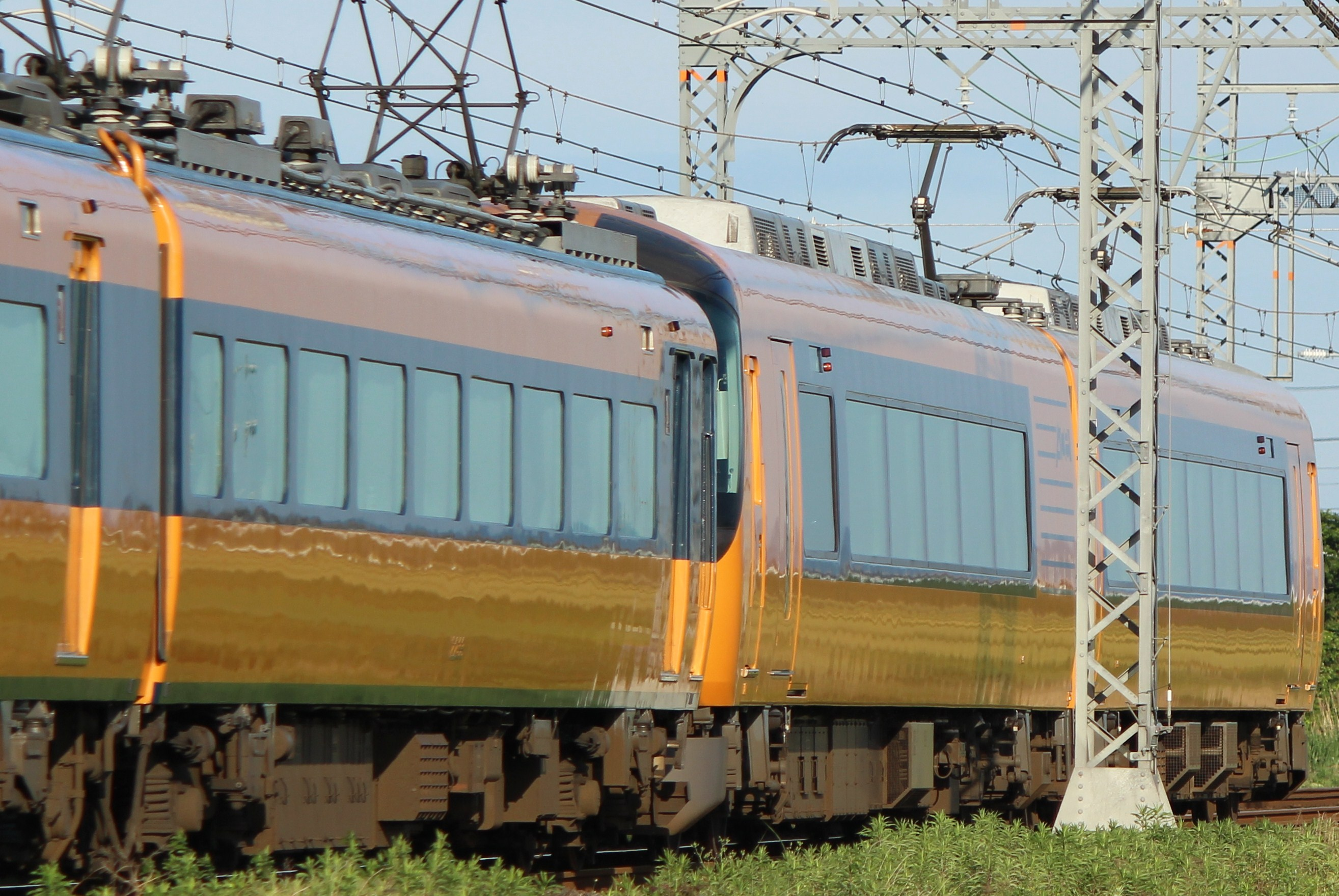
12200系と併結すると車体断面の大きさが際立つ

### 車内設備

#### 客室

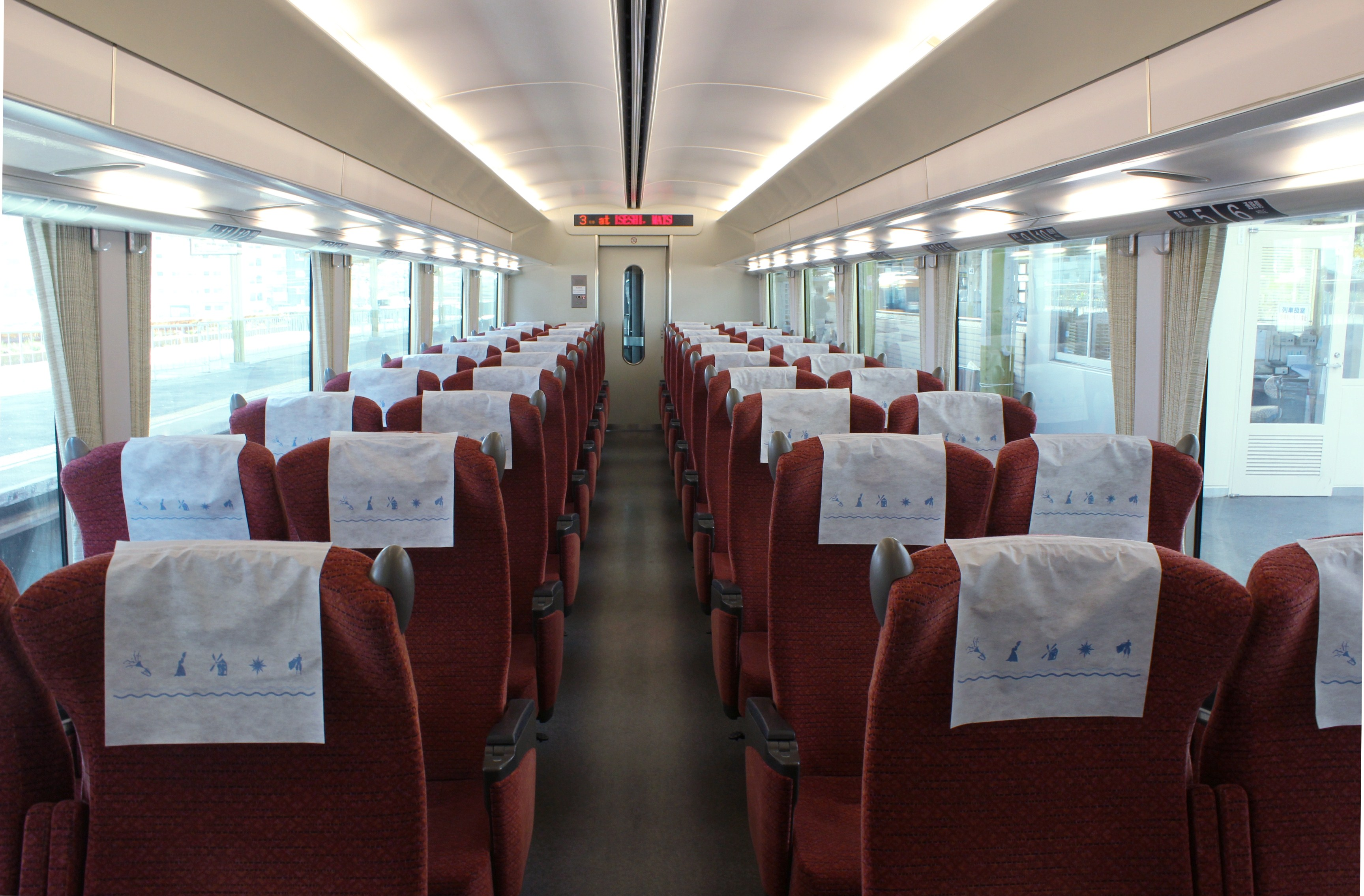
客室全景

車体は従来の特急車と同様に鋼製車体を採用することで、大型連続窓に対応する高いねじれ剛性を確保するとともに、車体側面の鋼材厚さを減らすことで室内空間の拡大を図っている。
客室は概ね21020系のデザインを踏襲したが、荷棚上面の高さをさらに低くし、窓下の内帯追加によって缶ジュース等を置けるように配慮した他、表示装置の大型化やコンセント、座席背面テーブル設置など一層進化した内容とされた。
室内化粧板は客室・デッキのいずれも縦縞模様の入った白系で、赤を基調とした客室座席と合わせて落ち着きと高級感を出すよう意図されている。側窓には21020系と同サイズの高さ965mmの大型UVカットガラスを採用し、展望を重視した26000系「さくらライナー」の高さ890mmの側窓よりもさらに一回り広くなったことで、室内の開放感を高めるとともに車窓からの優れた眺望を楽しむことができる。ガラスを通して外から差し込む光は淡い緑色となる。カーテンは嵩張らないプリーツカーテンを採用し、各座席上には個別に風量を調節できるエアコンのスポット吹き出し口を備える。
客室照明は天井が淡く発光するよう蛍光灯埋め込みの間接照明とし、荷棚灯下面の照明にも間接照明を採用している。デッキ部の照明はダウンライトのほか、左右いずれかの妻板が発光することで次停車駅の開く側の扉を知らせる案内機能を備える。
冷房装置は客室用として冷凍能力19.8kW (17,000kcal/h) の集約分散式を各車両に2基搭載するほか、トイレ・洗面所・デッキ・運転室用として冷凍能力5.8kW (5,000kcal/h) の分散式をク22900形・ク16700形に2基、その他の車両には1基搭載する。いずれも静止形インバータ (SIV) から供給される三相交流440V 60Hzを電源とし、稼働率制御（ON - OFF制御）を採用することで機器構成を単純化しているのは21020系と共通する。客室暖房は座席下と車端部壁面下部にシーズワイヤー式ヒーターを、デッキ部暖房はPTCファンヒーターをそれぞれ設置している。このほか、冬季の急速暖房用として客室用冷房装置に電気ヒーターを内蔵する。

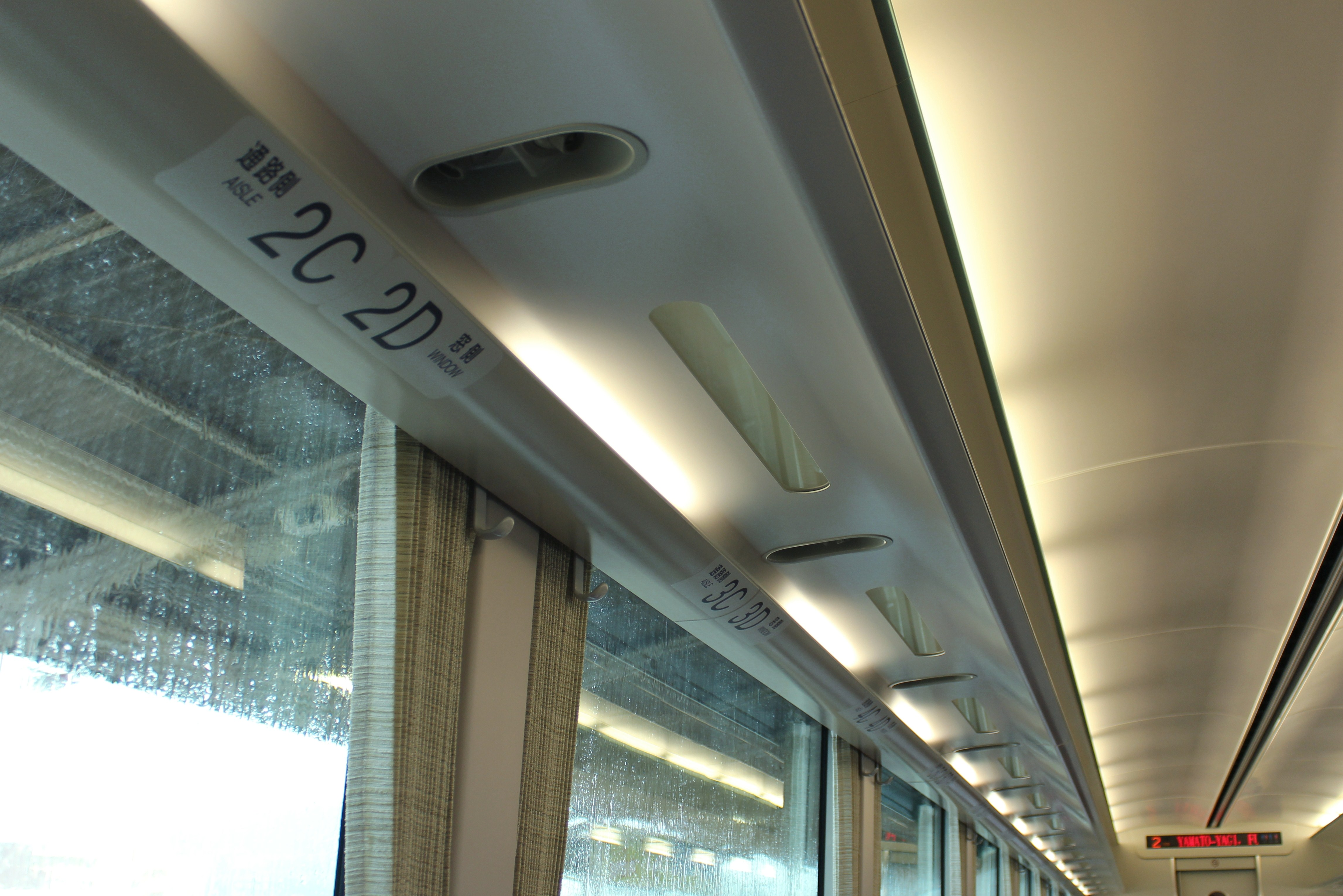
荷棚デザインは21020系よりもシンプルになった。2次車は窓がある。
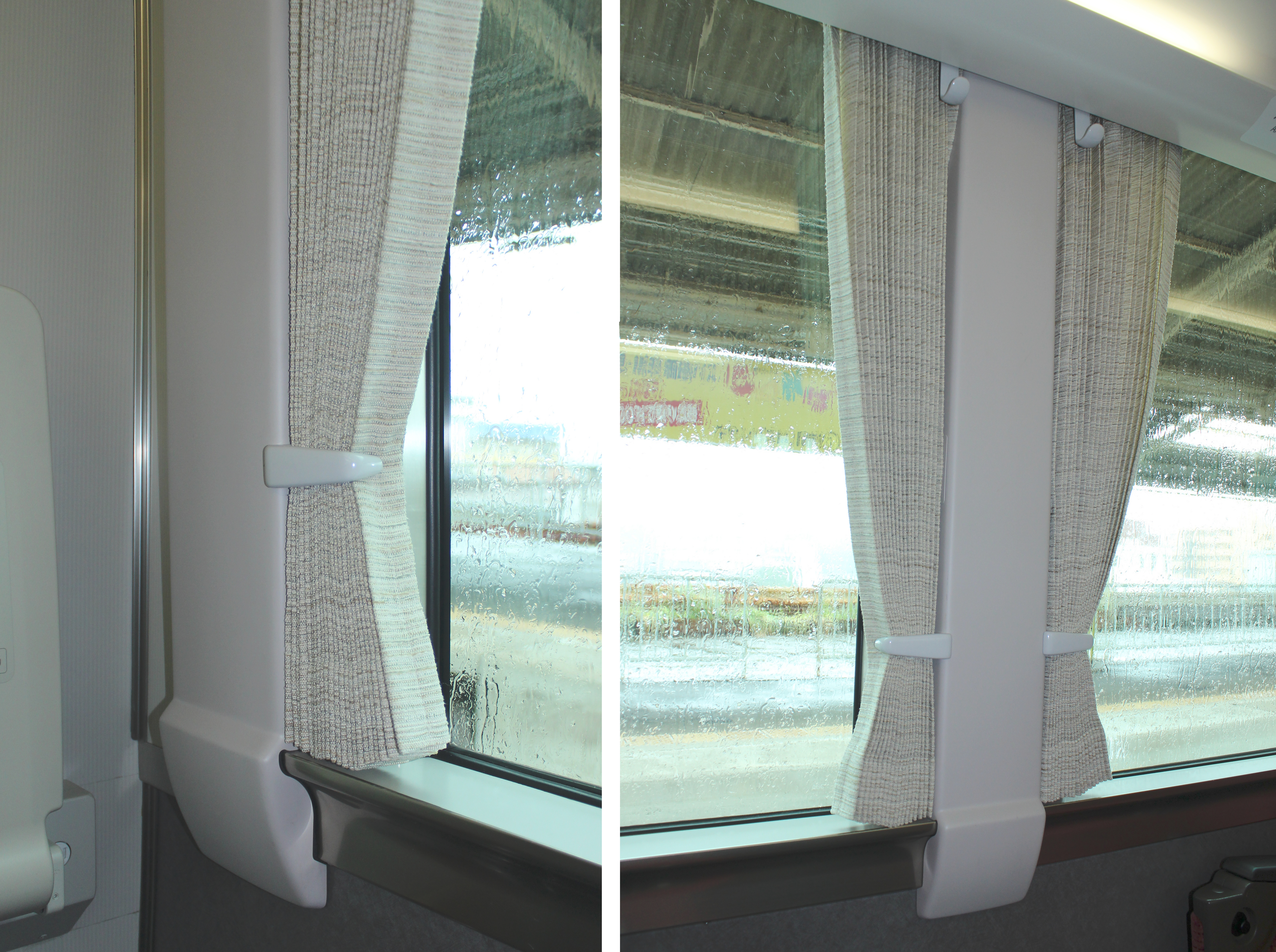
窓柱は21020系のデザインを踏襲するも内帯処理を変更した
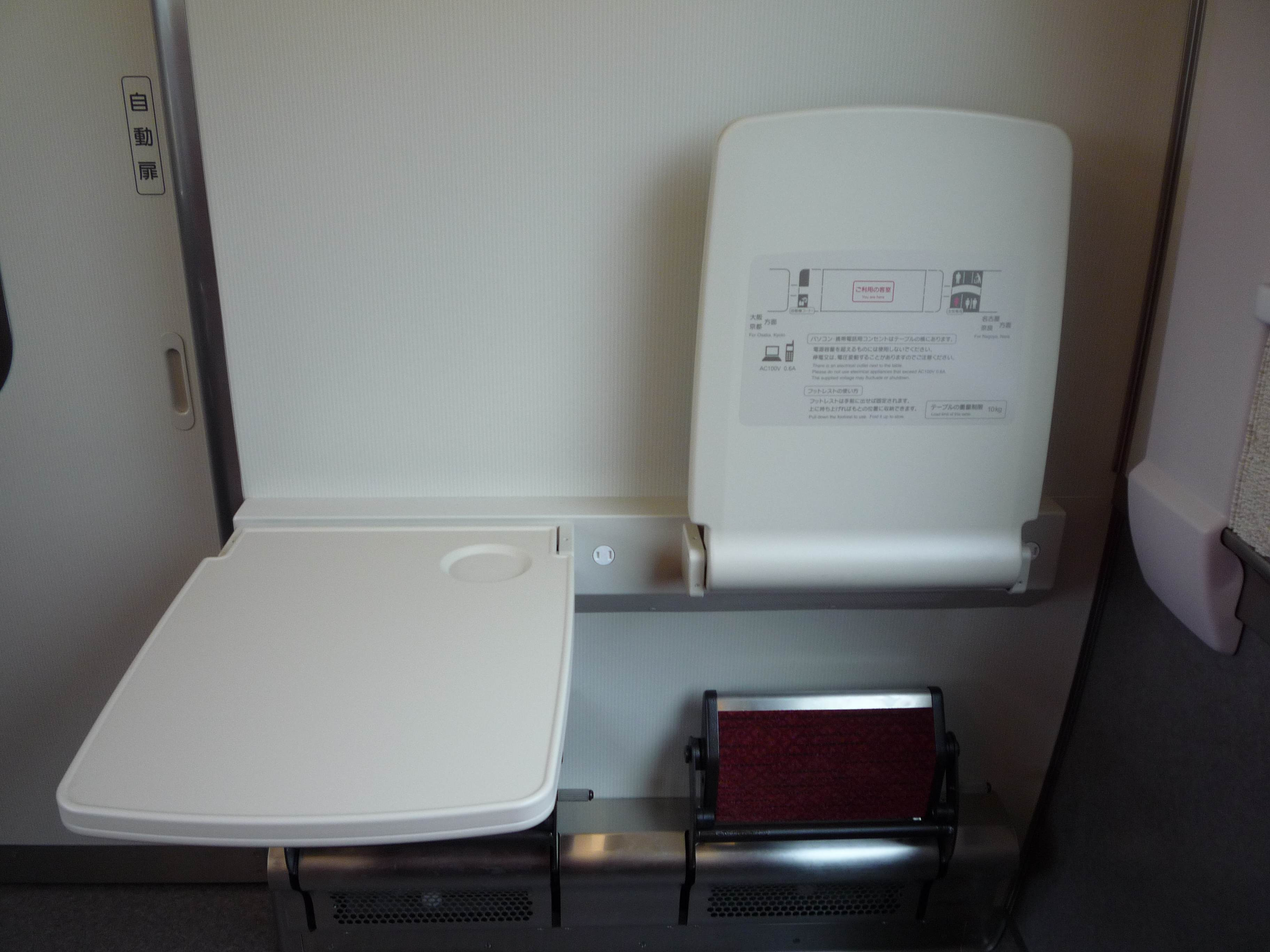
客室妻面備え付けのテーブルとコンセント差込口
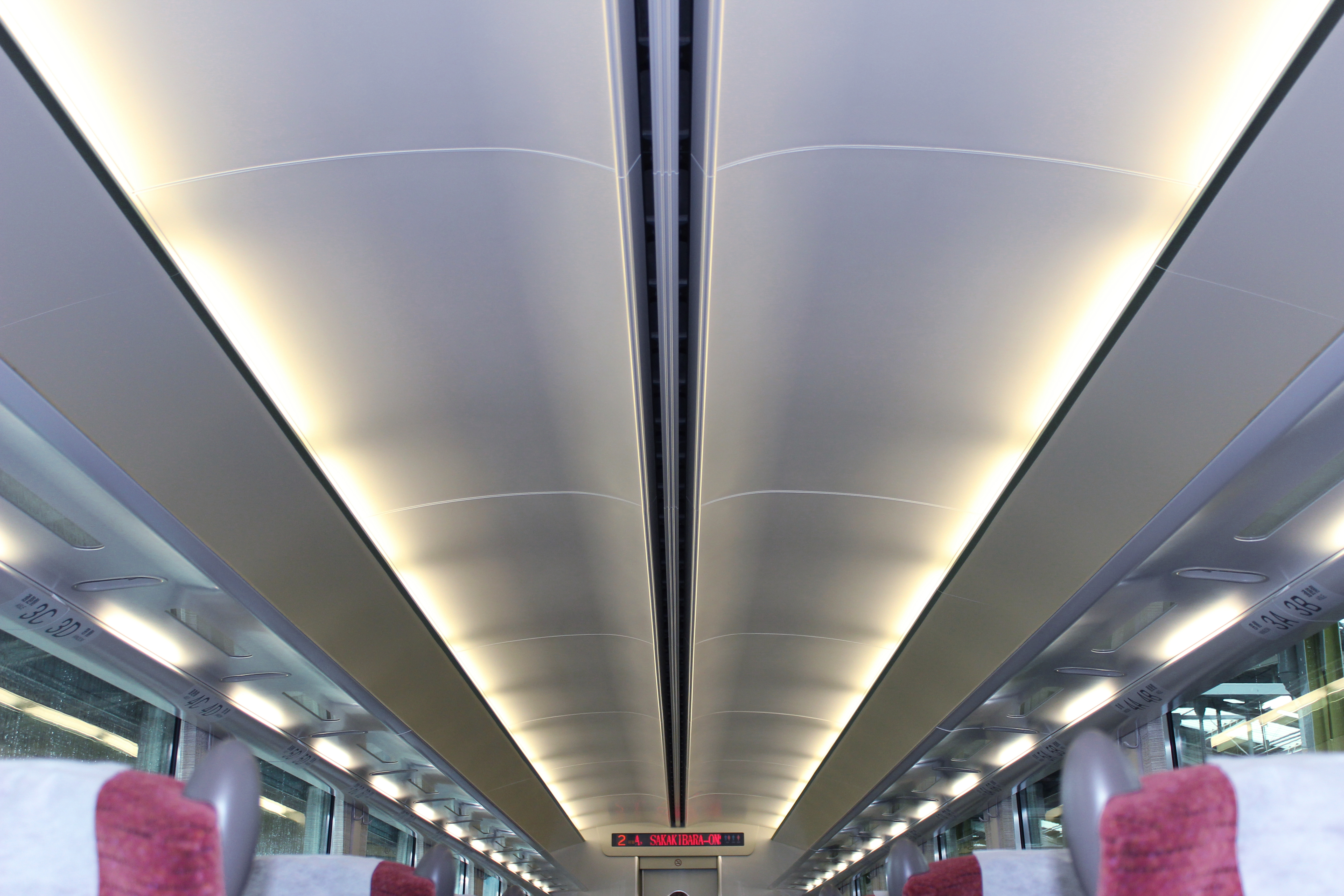
天井間接照明

#### 座席

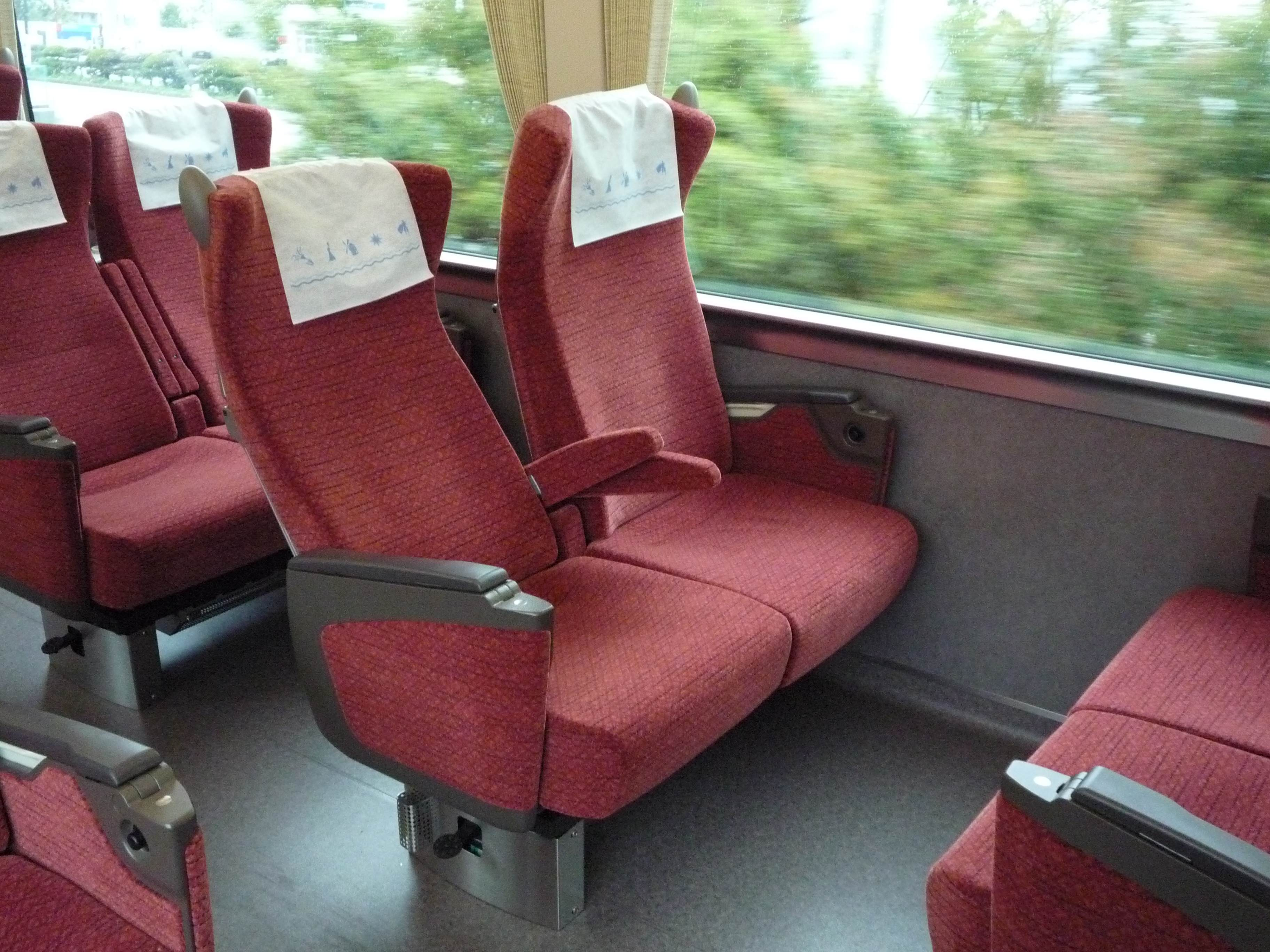
改良型ゆりかご式リクライニングシート

座席間隔は22000系・16400系では1,000mmであったが、22600系・16600系では21000系・26000系・23000系・21020系と同一の1,050mmに拡大されている。
座席には21020系で採用された、背もたれを倒すのに合わせて座席後部が沈み込むゆりかご式リクライニングシートをさらに改良したものを採用している。座席部分や肘掛部分のクッションの堅さと肘掛の寸法が見直されているほか、背もたれを22000系に比べて50mm高く設計することでプライベートな空間を確保できるよう配慮されている。
従来は床置き式であったシーズワイヤー式ヒーターを座席下への吊り下げ式としたことで、新たに座席下にスペースを創出し、足を大きく伸ばせるようにするとともに荷物置きスペースとしても活用できるようになった。
座席表布は「唐花文（からはなもん）」等をアレンジし、また、色彩は赤色系をベースとして、落着きと華やかさ、雅やかさを表現した。
なお、最近は座席表布が22600系のみ22000系リニューアル車と同様の物へと更新が進められている。
座席背面には近鉄特急車としては初めて吊り支え式の大型テーブルを装備し、足を降ろすと布張りの踏面がばねの力で自動的に反転することで靴を脱いだ状態でも清潔に使用できる固定可能な大型の跳ね上げ式フットレストと、電子機器の充電や電源等に使用することができる家庭用規格電気コンセントの差込口を1か所備える。座席肘掛け内部には座席背面テーブルとは別に、座席を向かい合わせにしても使用できる引き出し式の小型テーブルを収納している。また客室両端部には座席背面テーブルよりもさらに大型の折りたたみ式テーブルと電気コンセントの差込口を1席当たり1か所設置している。
車椅子対応座席は、座席から車椅子への乗り移りがしやすいよう、肘掛を折りたたみ式としたほか、折りたたんだ車椅子を固定するための引き出し式のベルトと、座席横の窓枠下に緊急時に車掌を呼び出すためのコールボタンを設置している。

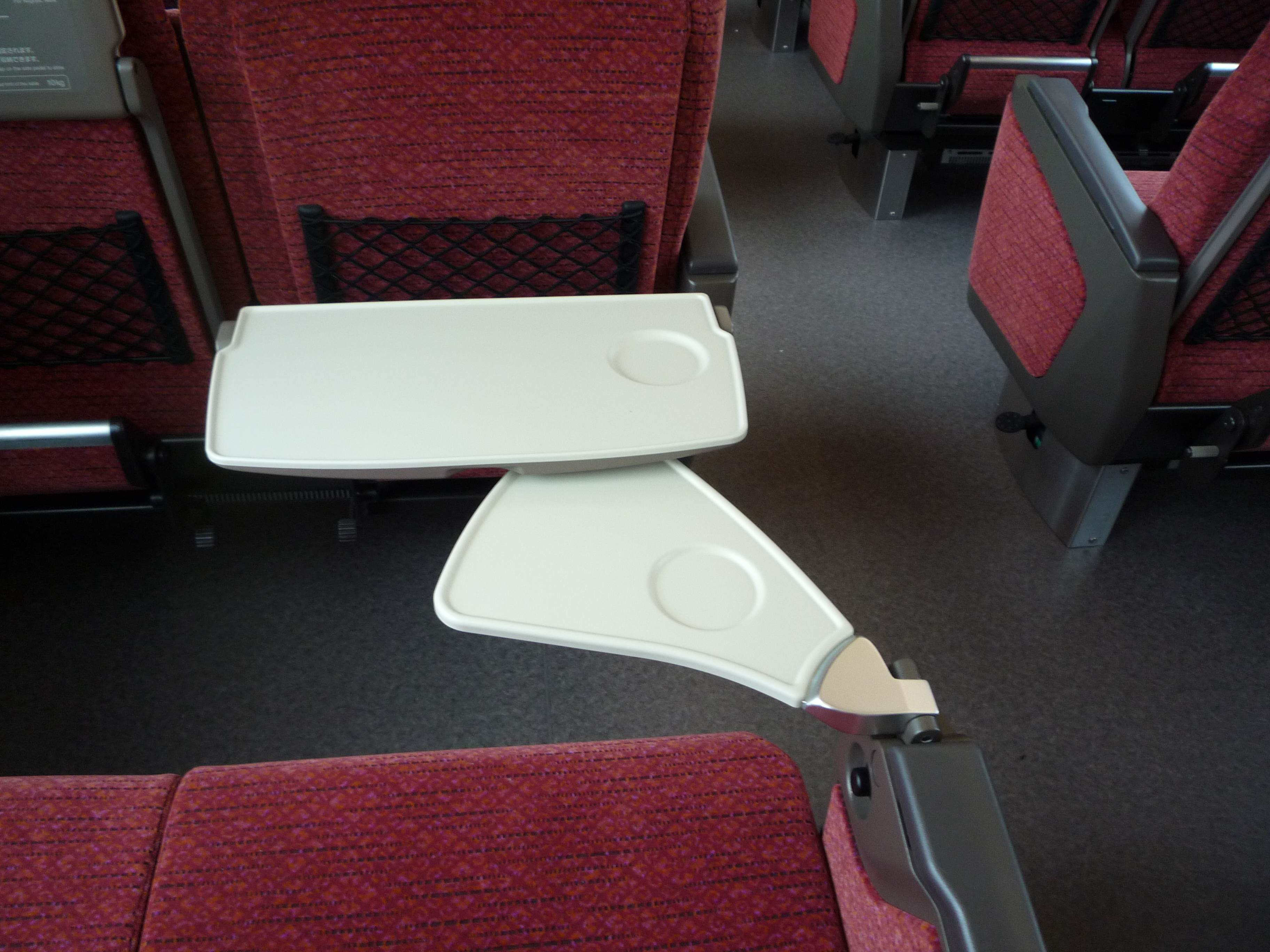
座席備え付けのテーブル
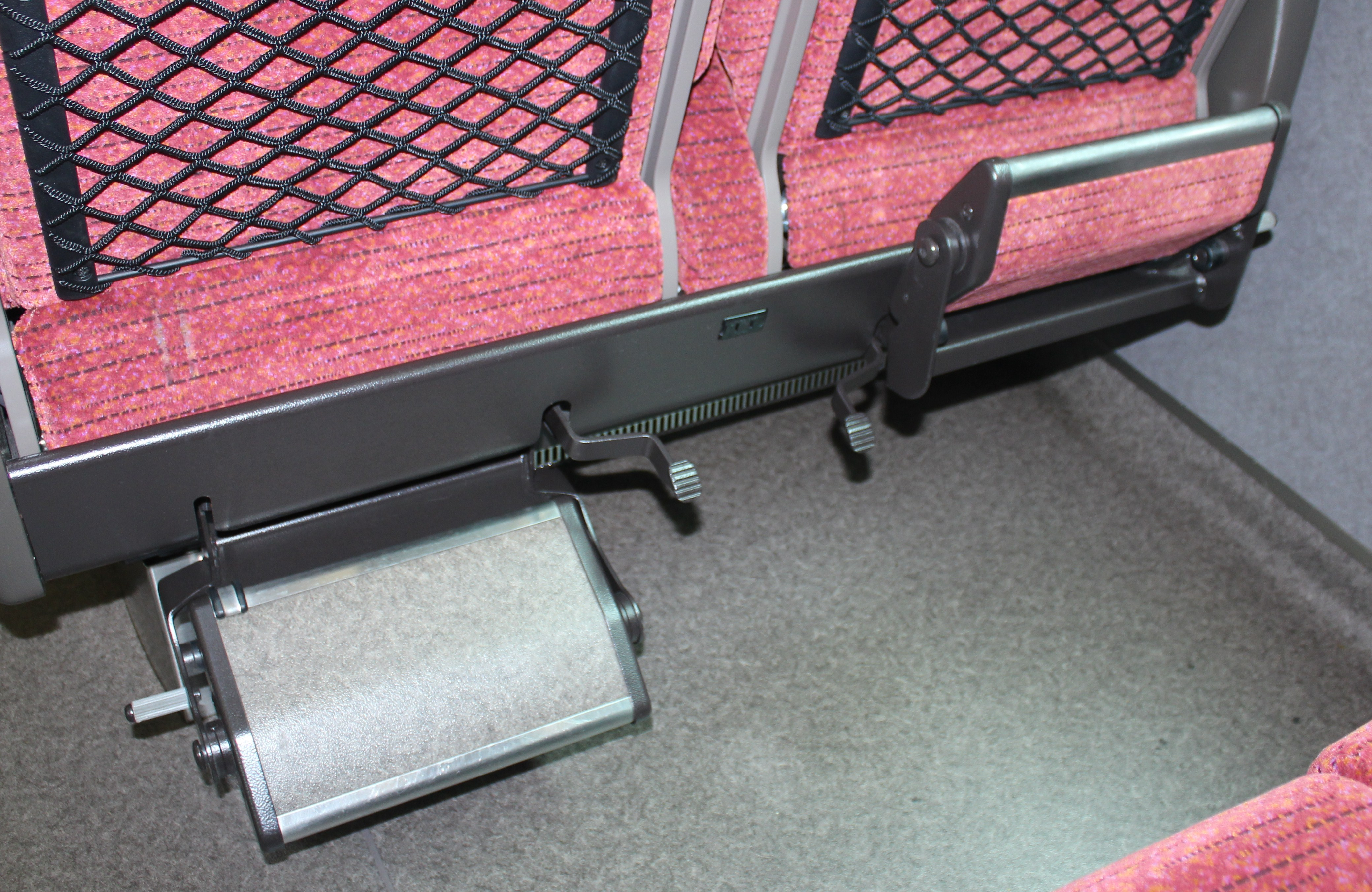
フットレストとコンセント差込口
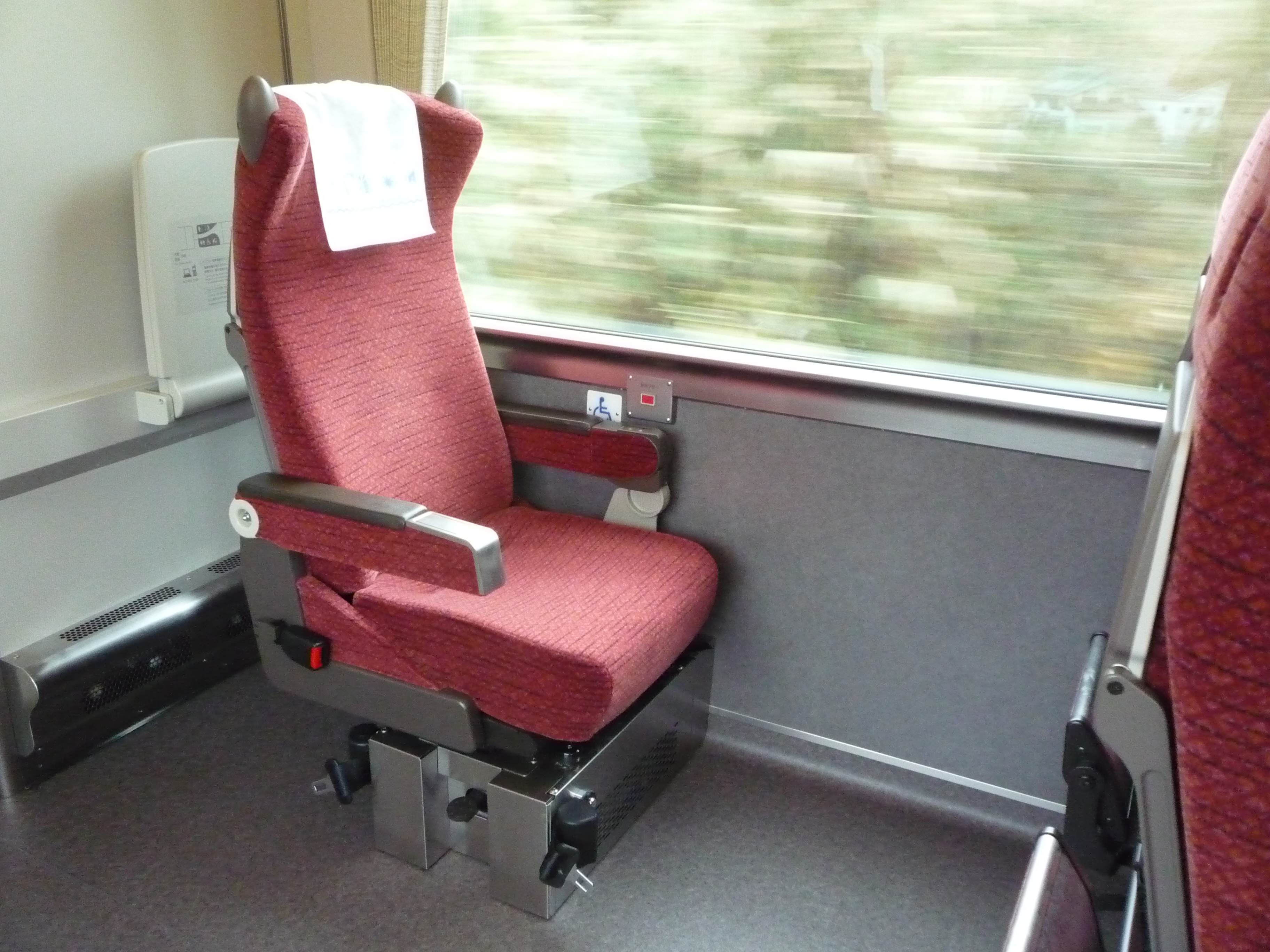
車椅子対応座席
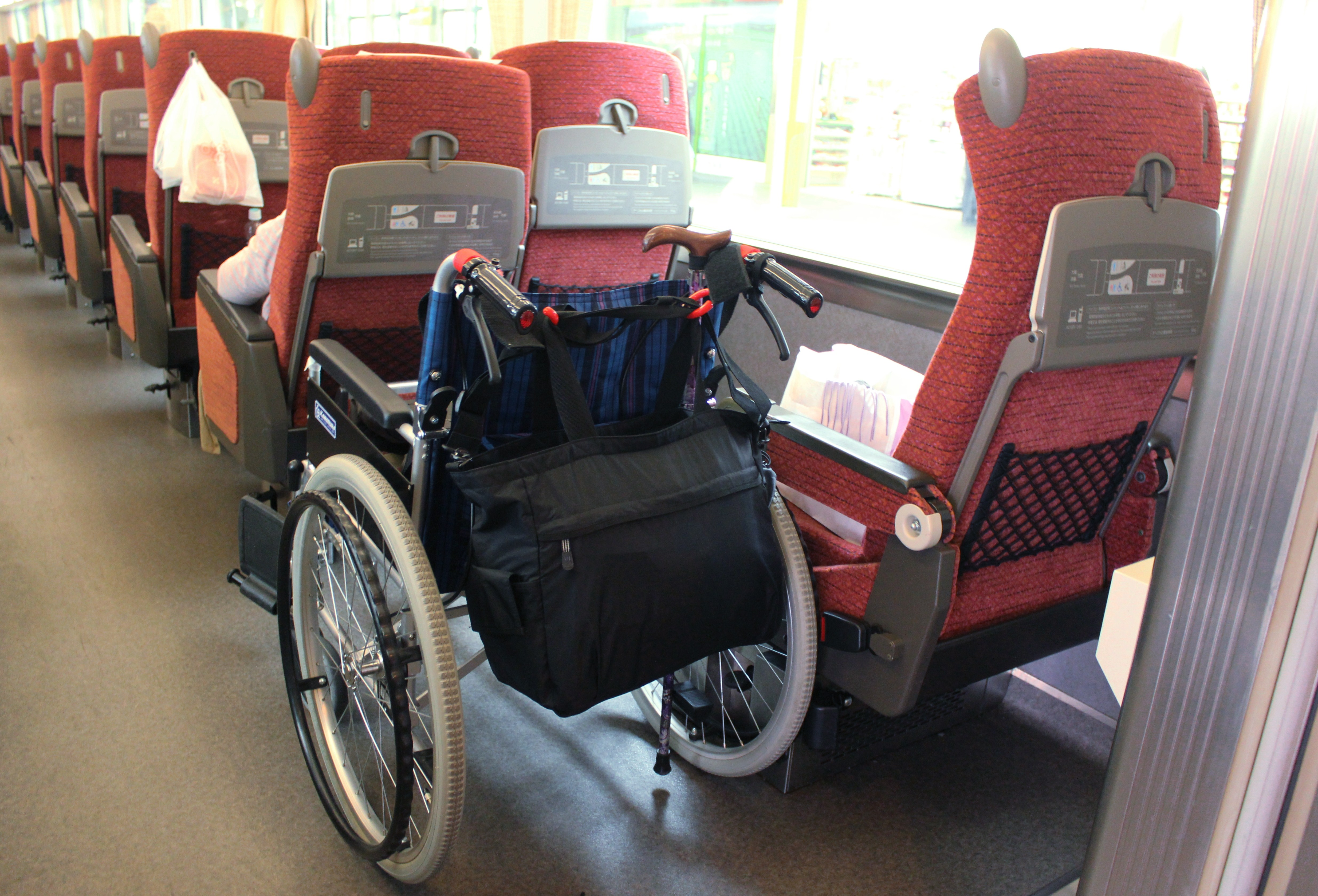
車椅子対応座席使用時

#### 化粧室・デッキ
トイレはTc車に男性専用・女性専用を各1か所と男女共用を1か所、車椅子対応座席最寄りのT車（16600系は Tc 車）には折りたたみ式のベビーベッドを備え車椅子でも利用できる大型の多目的トイレと男性専用トイレを各1か所設置している。このほかに洗面所を併設する。男性専用トイレに小便器を設置するほかは全て洋式便器を採用し、温水洗浄便座を備える。なお、男性専用トイレの便器は、22600系が進行方向に対して横方向に設置されているのに対して、16600系は斜めに設置してスペース効率を高めている。
デッキは概ね21020系の仕様を踏襲した。ステンレス製の飾り板を出入口付近に設け、その中にドア開閉を知らせるLED式灯具やおしぼり受取口も設置した。
そのほか、4両編成には中間M車のT車寄りに清涼飲料水の自動販売機と車内販売準備室を備えている。

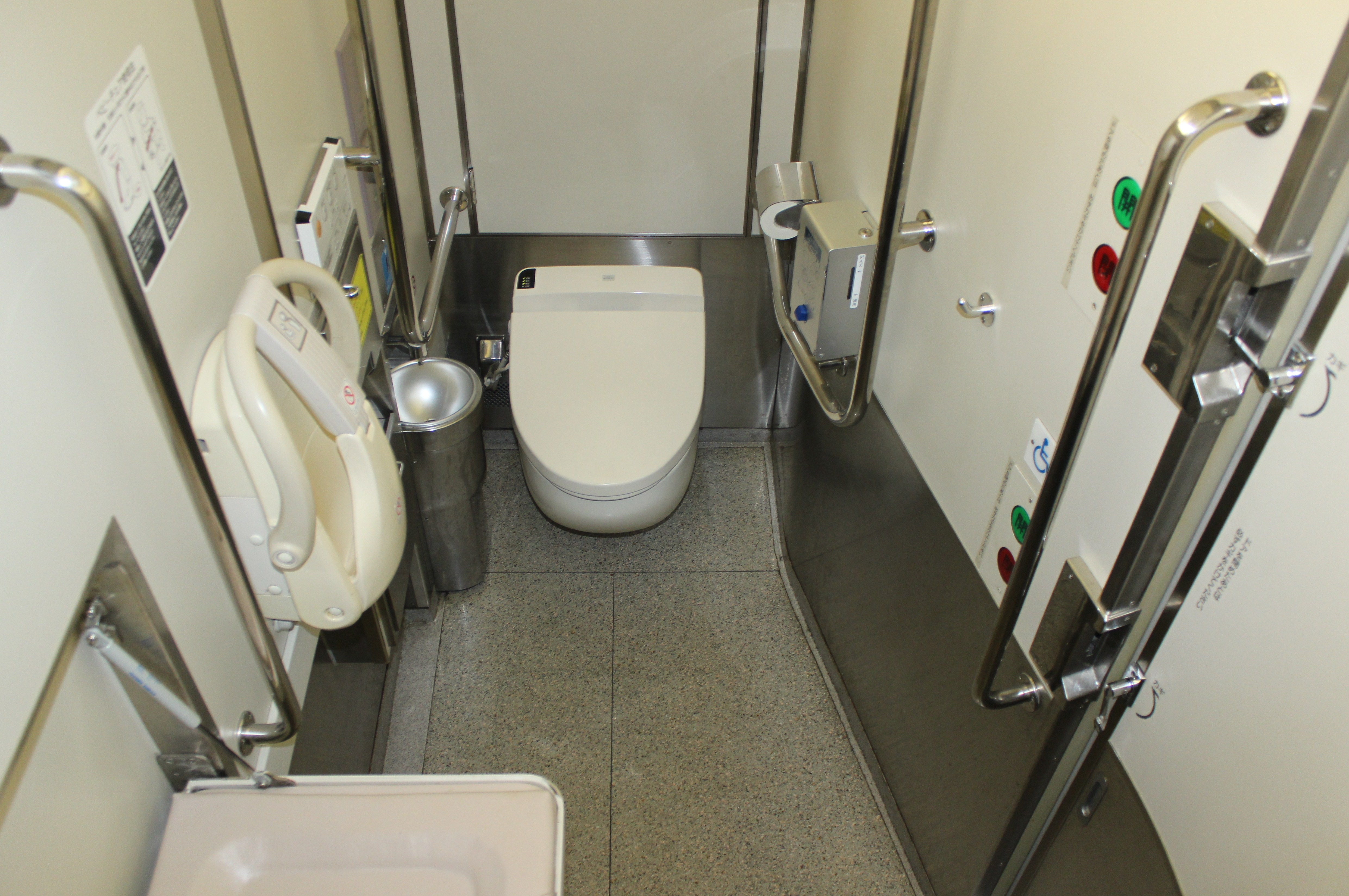
多目的型トイレ （22600系4両編成のみ）
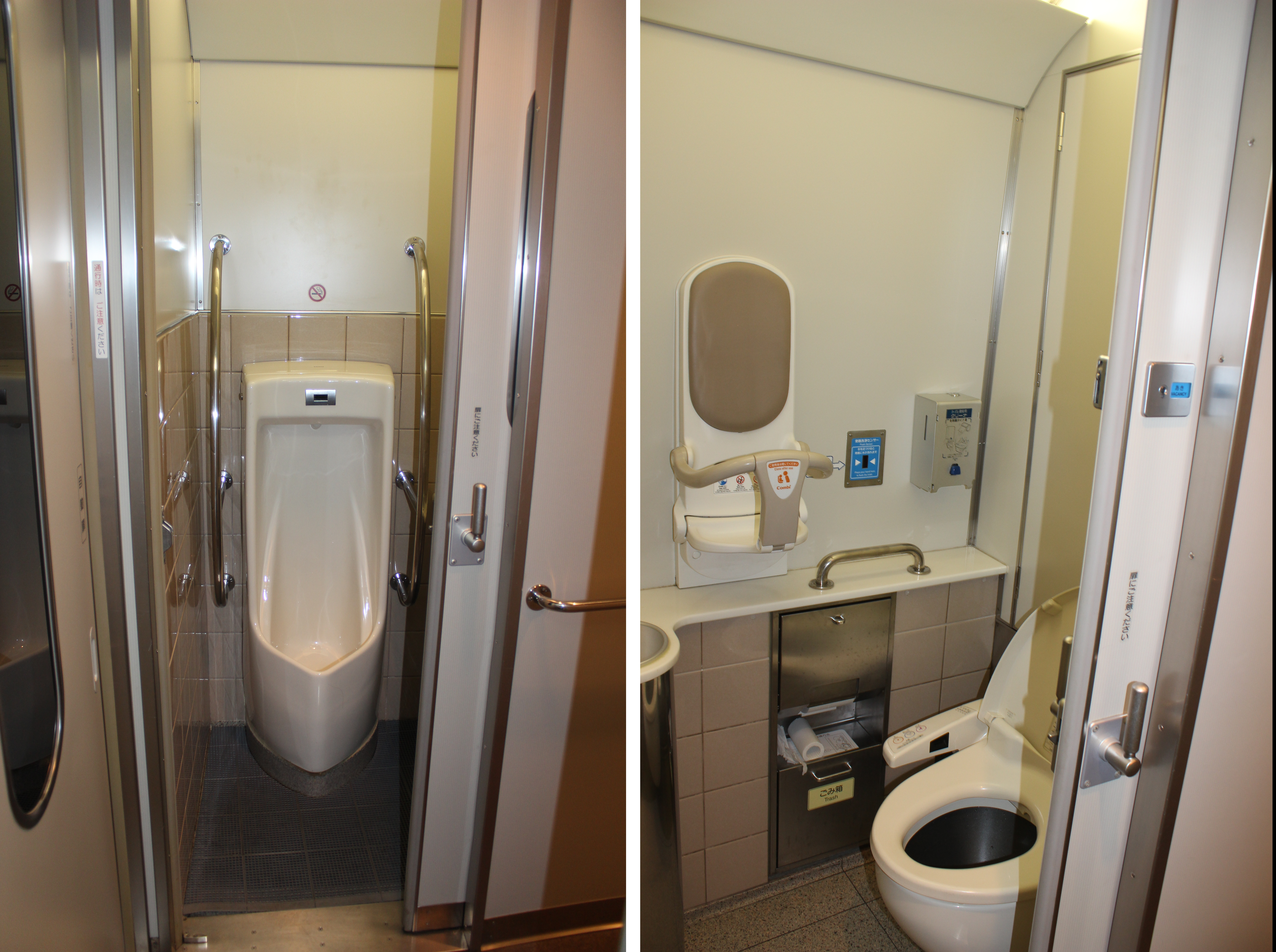
男性用と男女共用トイレ 21020系とほぼ同一機能
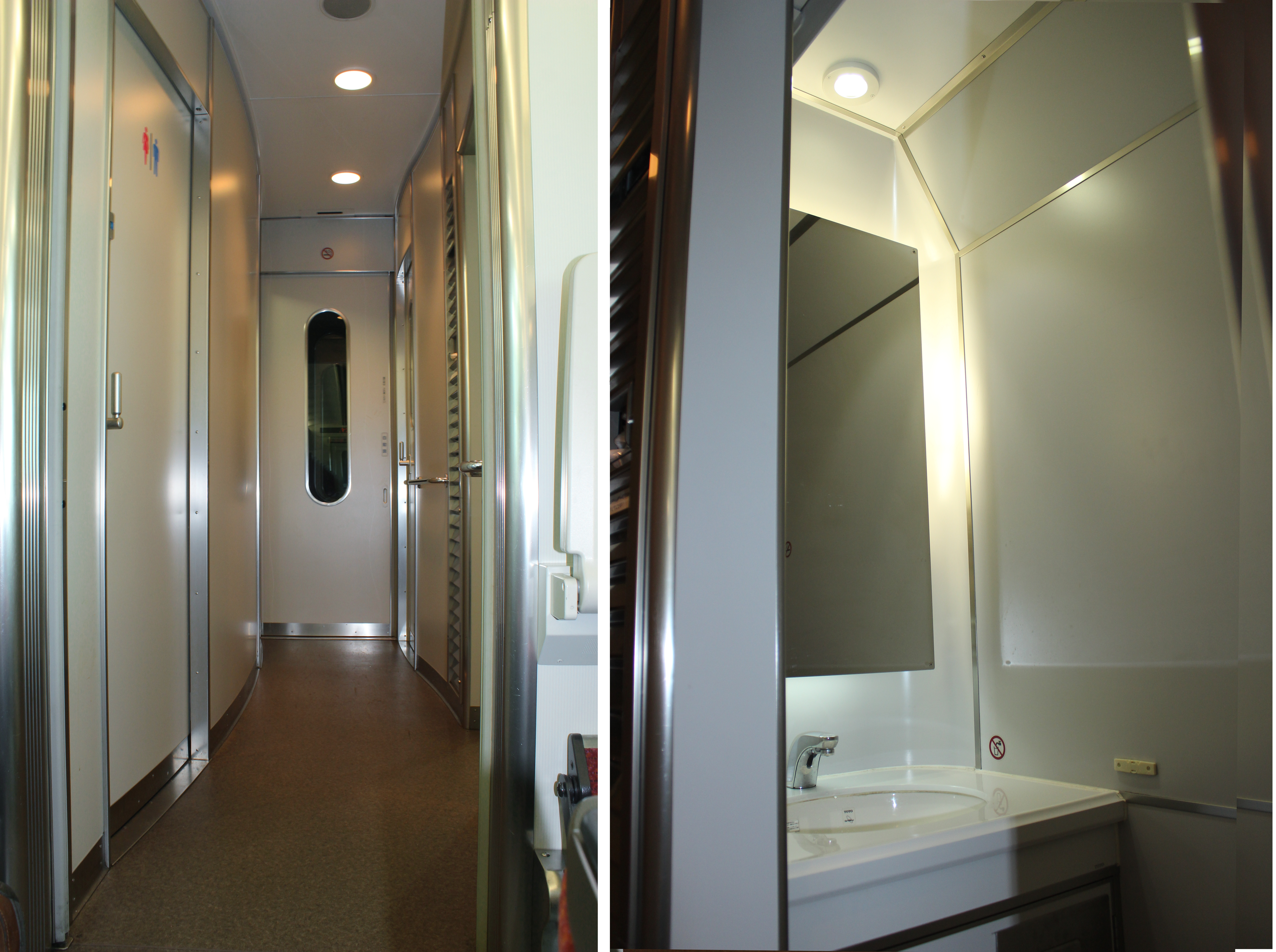
緩くカーブした化粧室通路 洗面台はバックライト方式
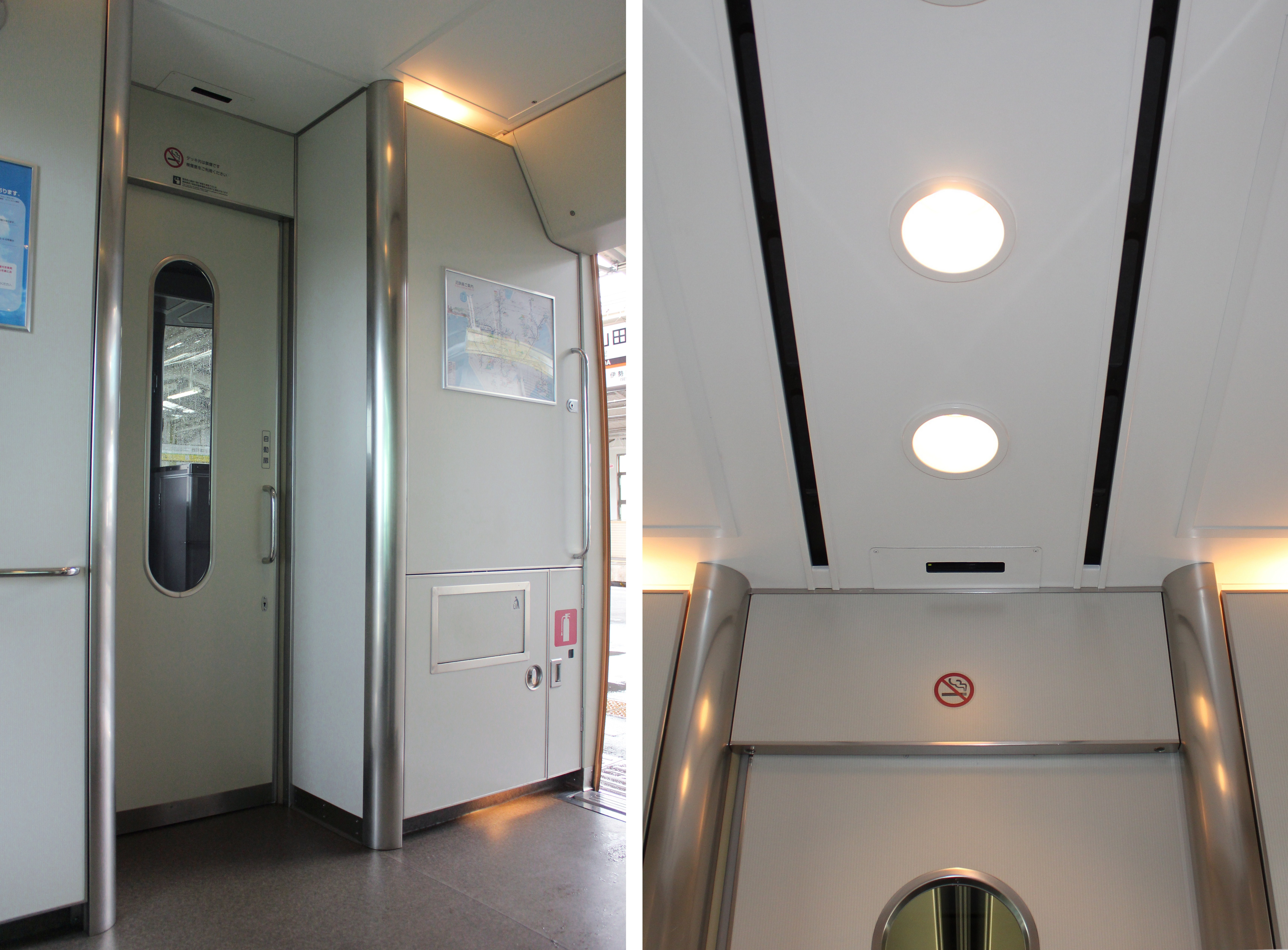
出入台のダウンライトと出入台灯、フットライト

#### 喫煙室
22600系・16600系では製造当初から客室座席に灰皿を設けていない。しかしながら車内を全面禁煙とする方針は採らずに、客室・通路・トイレ内は全面禁煙としたうえで、22600系はク22900形、16600系はモ16600形の運転室後寄りに喫煙室を設置している。喫煙室とデッキの間は、たばこの煙やにおいが漏れないよう透明な仕切り板と引き戸によって完全に区切られている。喫煙室内部は灰皿と換気扇および大きな側窓と簡単な腰掛が設けられており、喫煙室内の空気がデッキへ流れ出さないよう配慮するとともに、利用客の閉塞感が軽減されるよう配慮されている。この喫煙室の構造・設計は22000系・16400系・23000系・26000系のリニューアル時にも採用された。

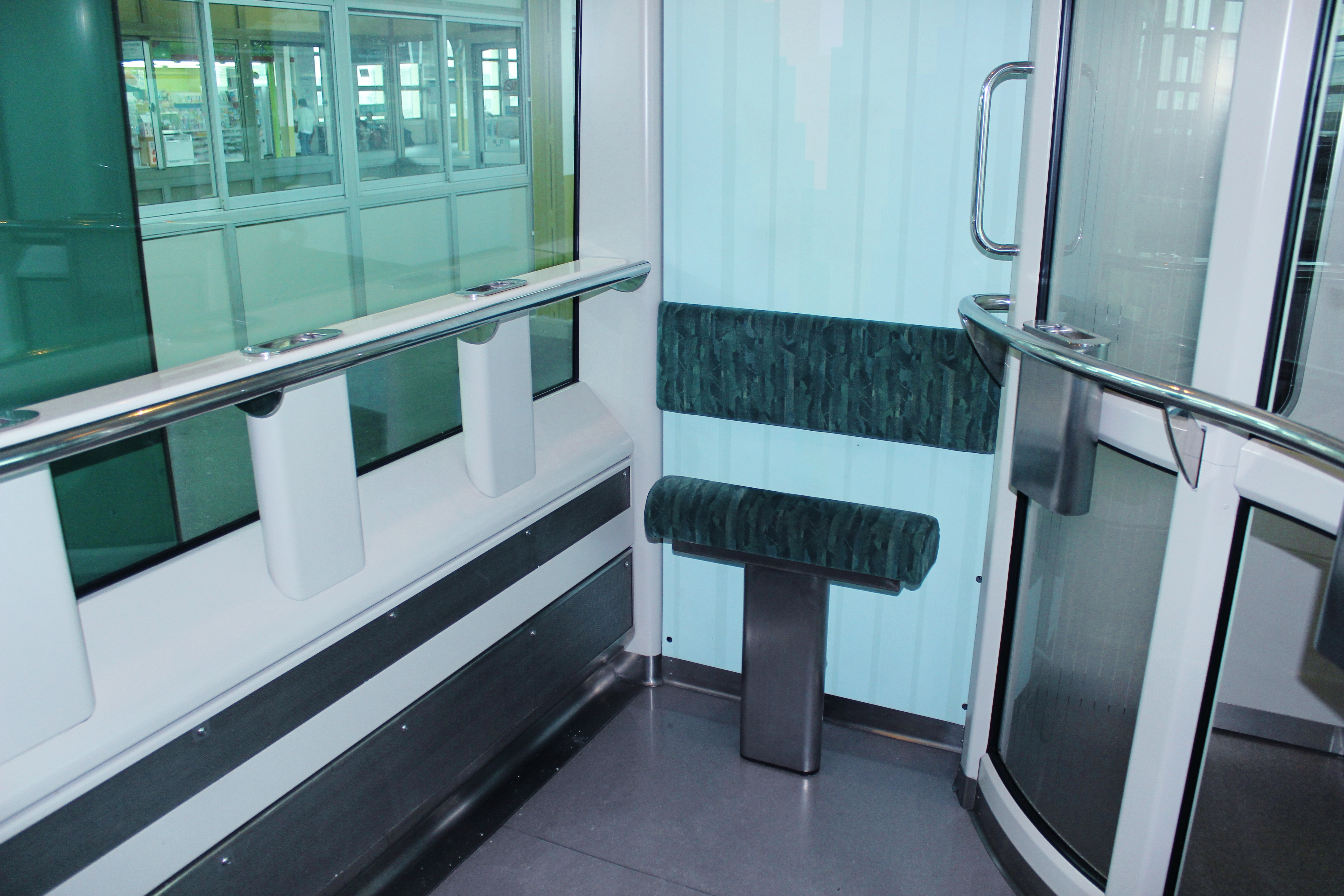
大窓と前後に腰掛を用意
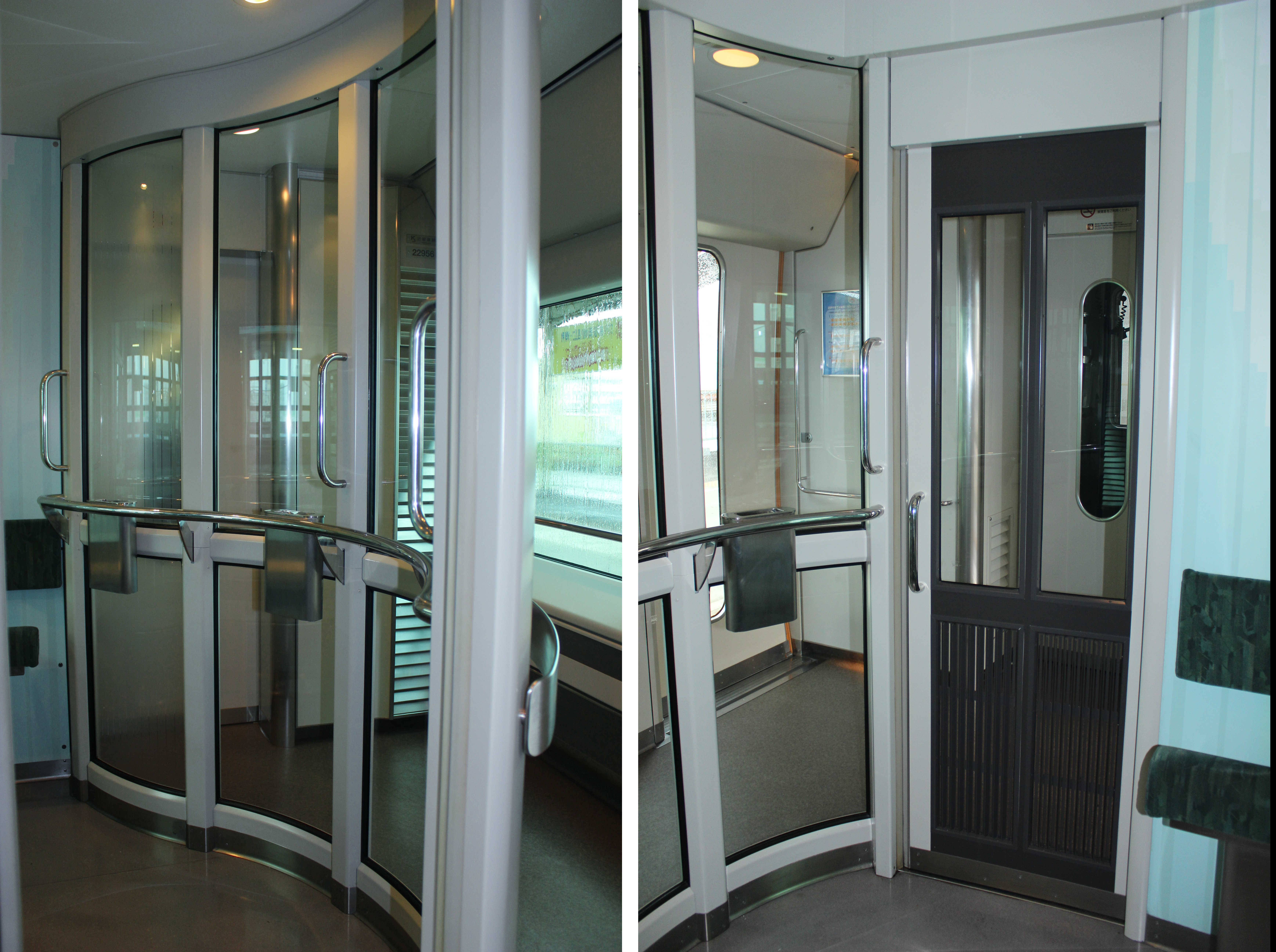
室内はガラス張りにして閉塞感を与えないようにした

#### 案内設備

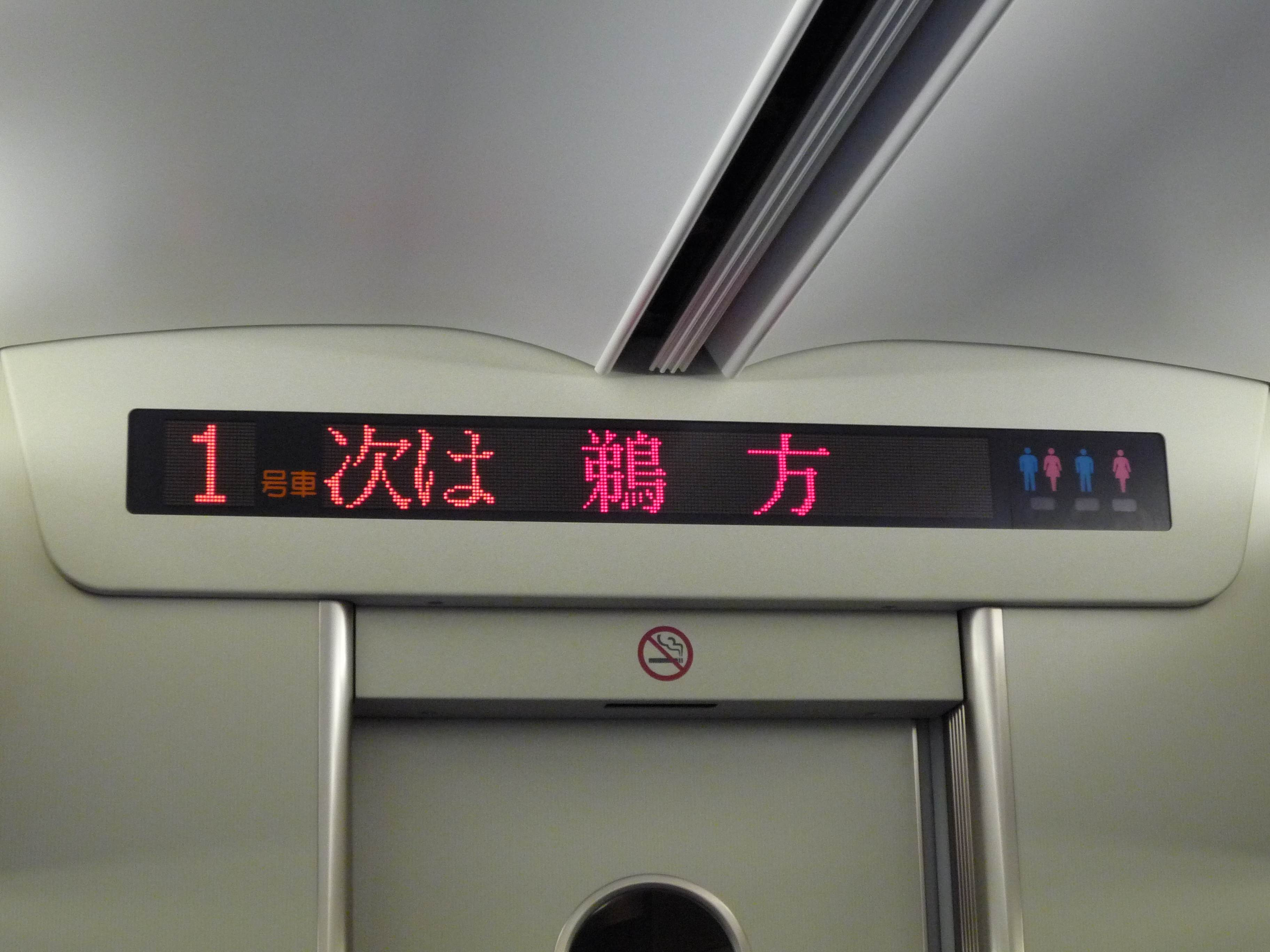
客室案内表示器

車内案内表示器は21020系や21000系更新車で採用された液晶ディスプレイではなく、22000系・16400系と同様のLEDスクロール式を仕切扉上部に設置し、行先・停車駅やニュース・気象情報などを表示する。表示面積は22000系・16400系の約2倍としているほか、22000系・16400系では独立してサインパネルが設置されていた号車番号・トイレ使用表示も一体化されている。
車内放送は行き先案内や停車駅については自動案内放送を採用しているが、一部の駅に到着する際には専用の到着メロディが用意されている。

#### 運転台

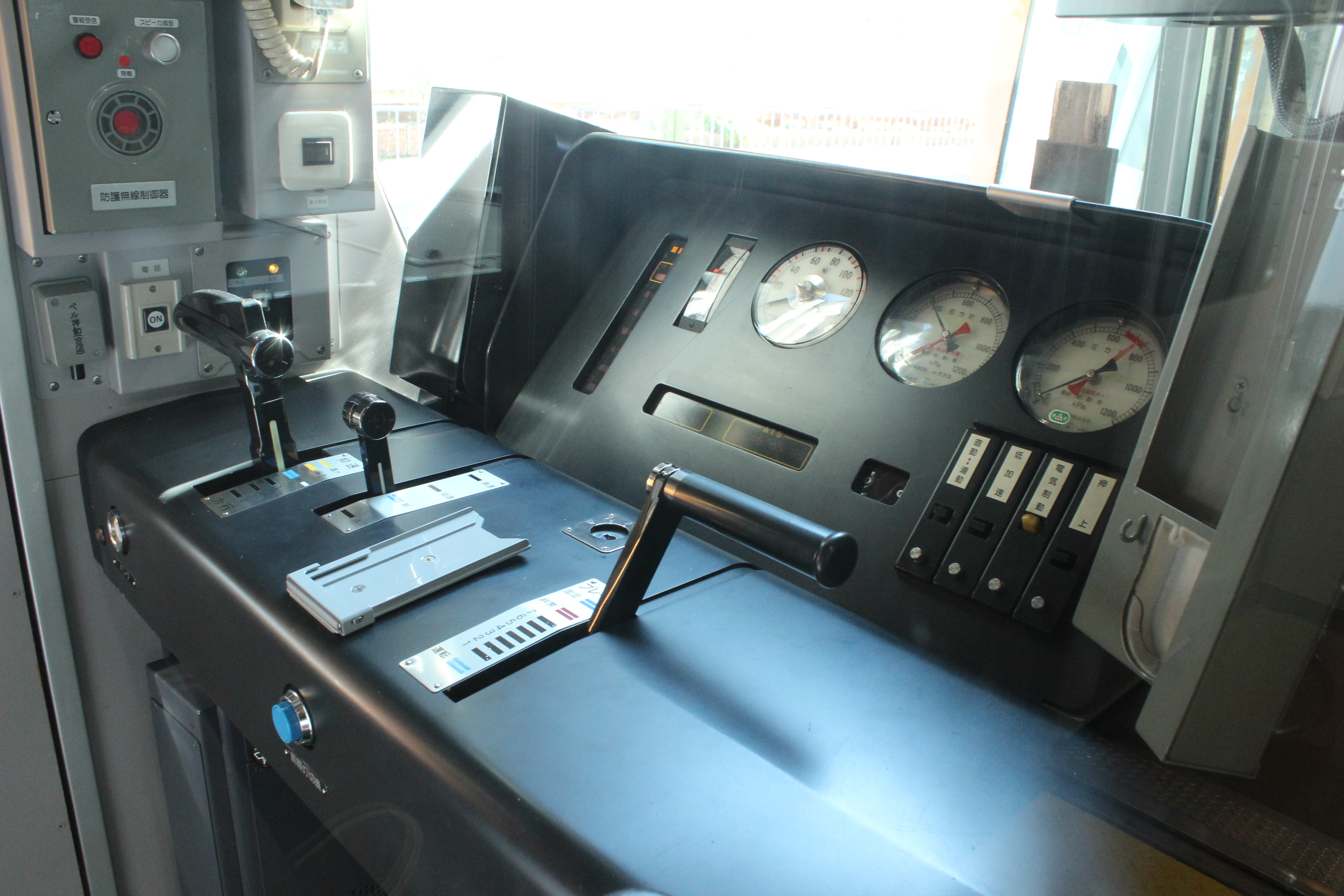
2ハンドル方式デスクタイプ

運転台の主幹制御器・ブレーキハンドルは22000系・16400系と同様の2ハンドル方式によるデスクタイプを採用した。また、22000系、16400系では乗務員支援用モニタ装置のディスプレイを頭上に配置していたが、着座姿勢のまま操作可能とさせて、視点の移動を減少させるため、当該系列では運転席右寄りに配置した。
基本的な仕様は21020系に準ずるが、新省令に適合させるべく、運転士異常時列車停止機能（デッドマン装置）および運転状況記録装置、さらに防護無線装置の乾電池使用による電源二重化等の機能を付加した。

運転台窓にワイパーを設置した点は従来通りだが、当該系列からウィンド・ウオッシャー機能はワイパーアーム先端から洗浄液を噴射するタイプとなった。

### 主要機器

#### 制御装置
走行機器の仕様は21020系に準じており、主制御器はIGBT素子を使用した三菱電機製VVVFインバータ制御装置 (MAP-234-15VD102A) である。全電動車編成である22000系と異なり、12000系から12600系までの抵抗制御特急車と同一のMT比1:1に戻されたが、1基の制御器で2台の主電動機を駆動する1C2M制御を採用している。1台の制御器が停止しても残りの制御器で主電動機を駆動することで故障時においても自力走行ができるよう考慮されている。制御器は各電動車の床下に2基を一体箱に収納した形態で搭載している。

#### 主電動機
主電動機は端子電圧1,050V時1時間定格出力230kWの三菱電機製かご形三相交流誘導電動機 (MB-5097B) を電動車に各4台搭載する。フレームレス背面通風構造としたことで電動機の軽量化および冷却性能の向上を図っており、さらにロータ風穴を廃したことで電動機内部に埃が滞留しない構造の採用や軸受の小径化などで120万kmまでの無分解保守を実現している。駆動方式はWNドライブで、歯車比は4.94である。起動加速度2.5km/h/s、減速度4.0km/h/s、大阪線大和朝倉駅 - 榛原駅間の33.3‰の登り連続勾配において110km/h以上での登坂性能を確保している。

#### 台車
台車は21020系とほぼ同一の近畿車輛製ボルスタレス台車・KD314B（Mc車・M車）、KD314C（Tc車・T車）を採用し、基礎ブレーキ装置は全車に片押し式踏面ブレーキを、加えてTc車・T車に片押し式ディスクブレーキを装備する。このほか、高速走行に対応するためヨーダンパを設置している。軸距は22000系と同様の2,200mmである。

#### 制動装置
制動装置は三菱電機製電気指令式電磁直通空気ブレーキ (KEBS-21A) のほか、主電動機による回生ブレーキ・純電気ブレーキ・制御圧切替え装置・滑走防止装置・保安ブレーキを搭載する。回生ブレーキを有効に使用するためのT車遅れ込め制御の機能を有するほか、22000系・23000系・21020系と同様に連続急勾配を下る際の抑速回生ブレーキが失効した場合はフェイルセーフの観点から発生した電力を抵抗器で消費する発電ブレーキに切り替わるシステムを採用していることから、電動車には抵抗器も搭載されている。
本系列はHSC-D型電磁直通ブレーキとのブレーキ読み替え装置を搭載する。本系列の搭載するKEBS-21A型ブレーキとKEBS-2型ブレーキ・HSC-D型ブレーキの何れからの操作にも応答すると同時に、最高速度と加速性能を併結相手の編成に合わせて自動調整する。これにより本系列単独運転時または22000系との併結運転時には130km/h運転が可能であるが、12600系以前の汎用特急車との併結運転時には最高速度は120km/hに抑えられている。

#### 補機
補助電源装置は静止形インバータで、三相交流440V 60Hzを出力する。4両編成は容量140kVAのINV174-D0を、2両編成は容量80kVAのINV-174E0をそれぞれク22900形に搭載する。いずれもインバータ部分を2基装備し、通常は1基のみの運転であるが、故障時等の場合は別の1基に切り替える待機二重系で冗長性を確保している。
空気圧縮機は1,000l/minのものをク22900形・サ22700形に各1台搭載する。

#### 集電装置
集電装置はPT7126-A形シングルアーム式を、4両編成の場合はMc車のT車寄りとM車のTc車寄りに各1台ずつ、2両編成の場合はMc車に2台装備する。パンタグラフの向きは21020系と同様、シリーズ21とは逆方向に設置されている。

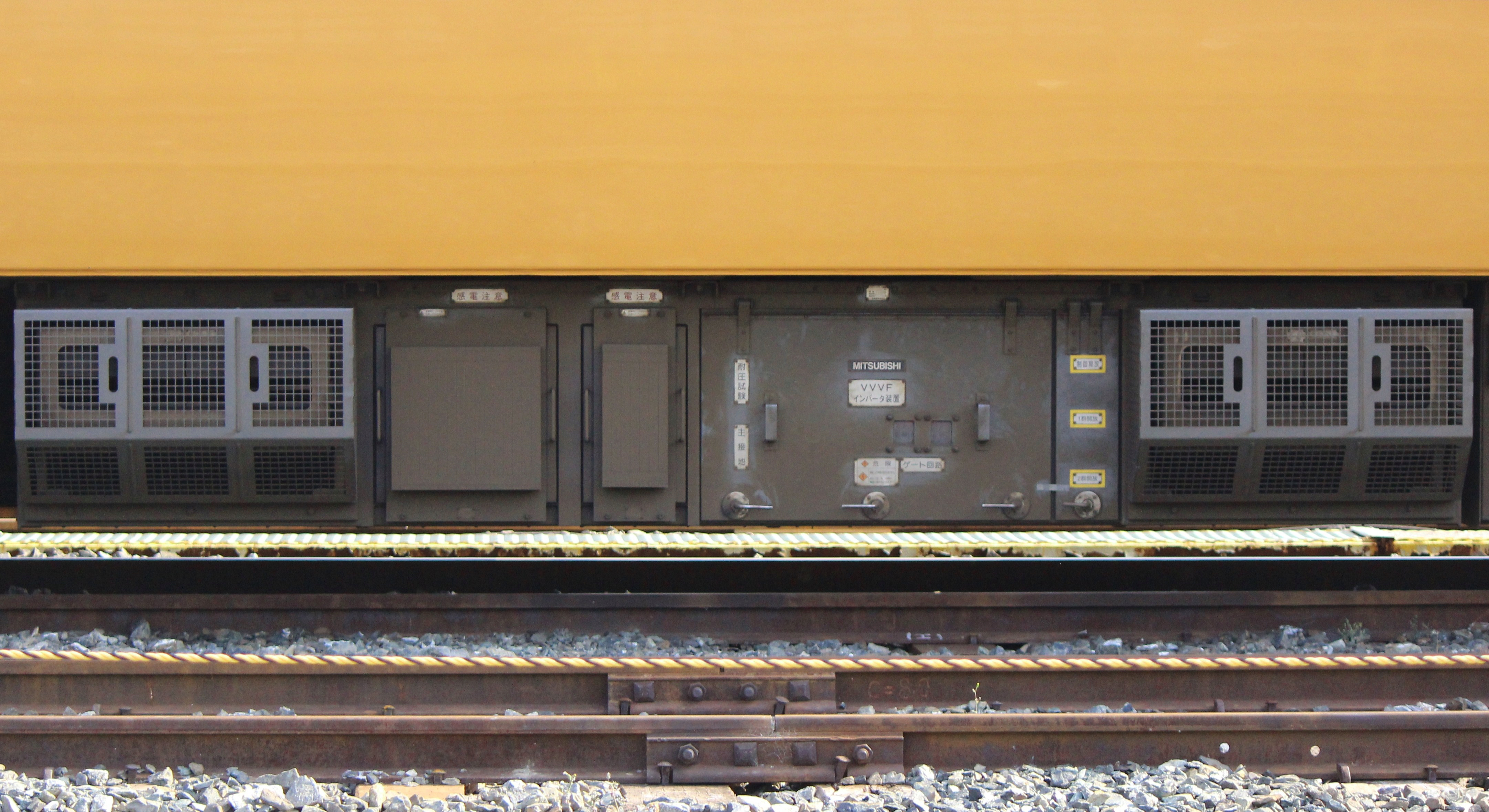
VVVFインバータ制御装置 MAP-234-15VD102A
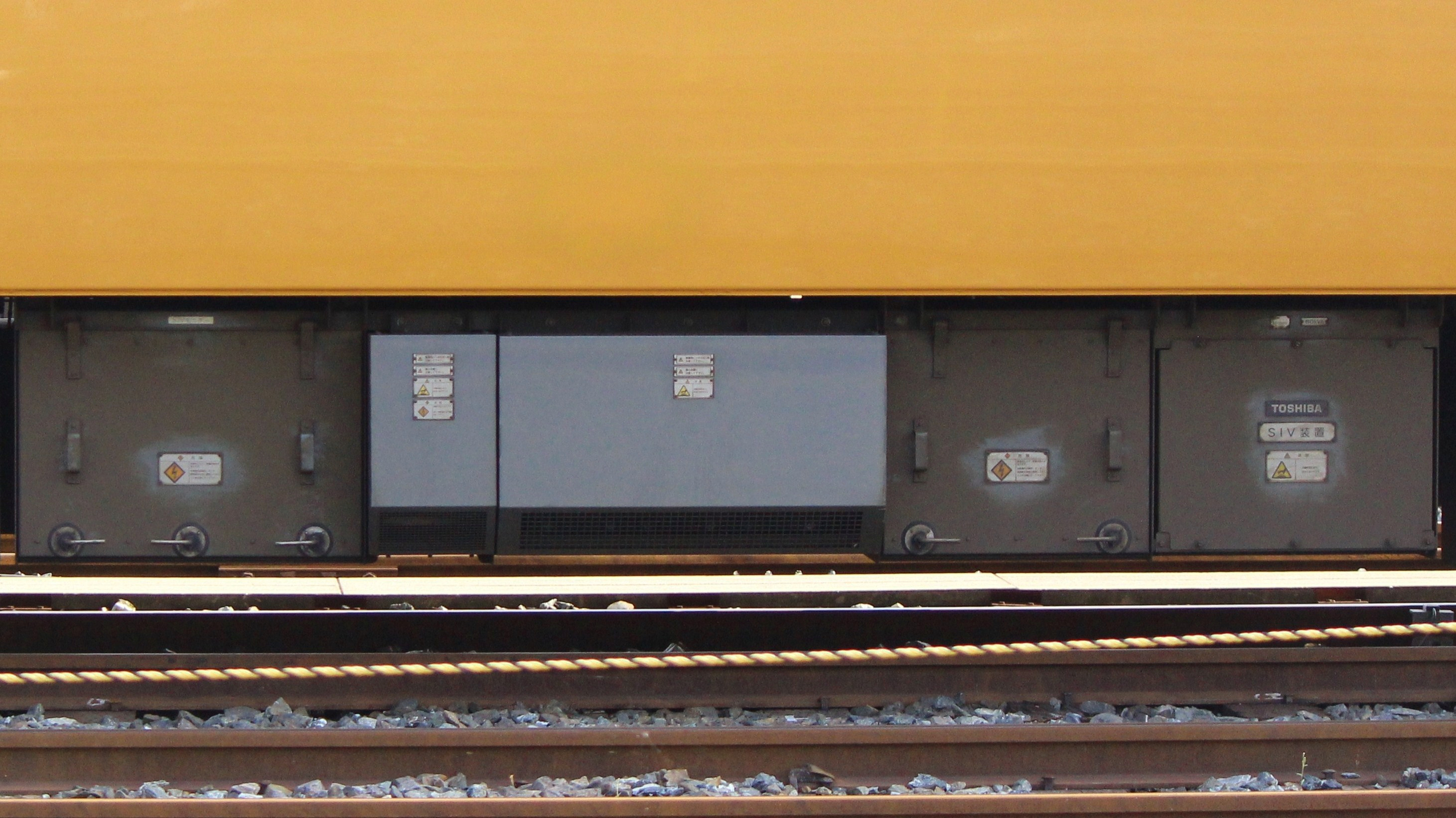
補助電源装置（SIV） INV174-E0（80kVA 2両編成タイプ）
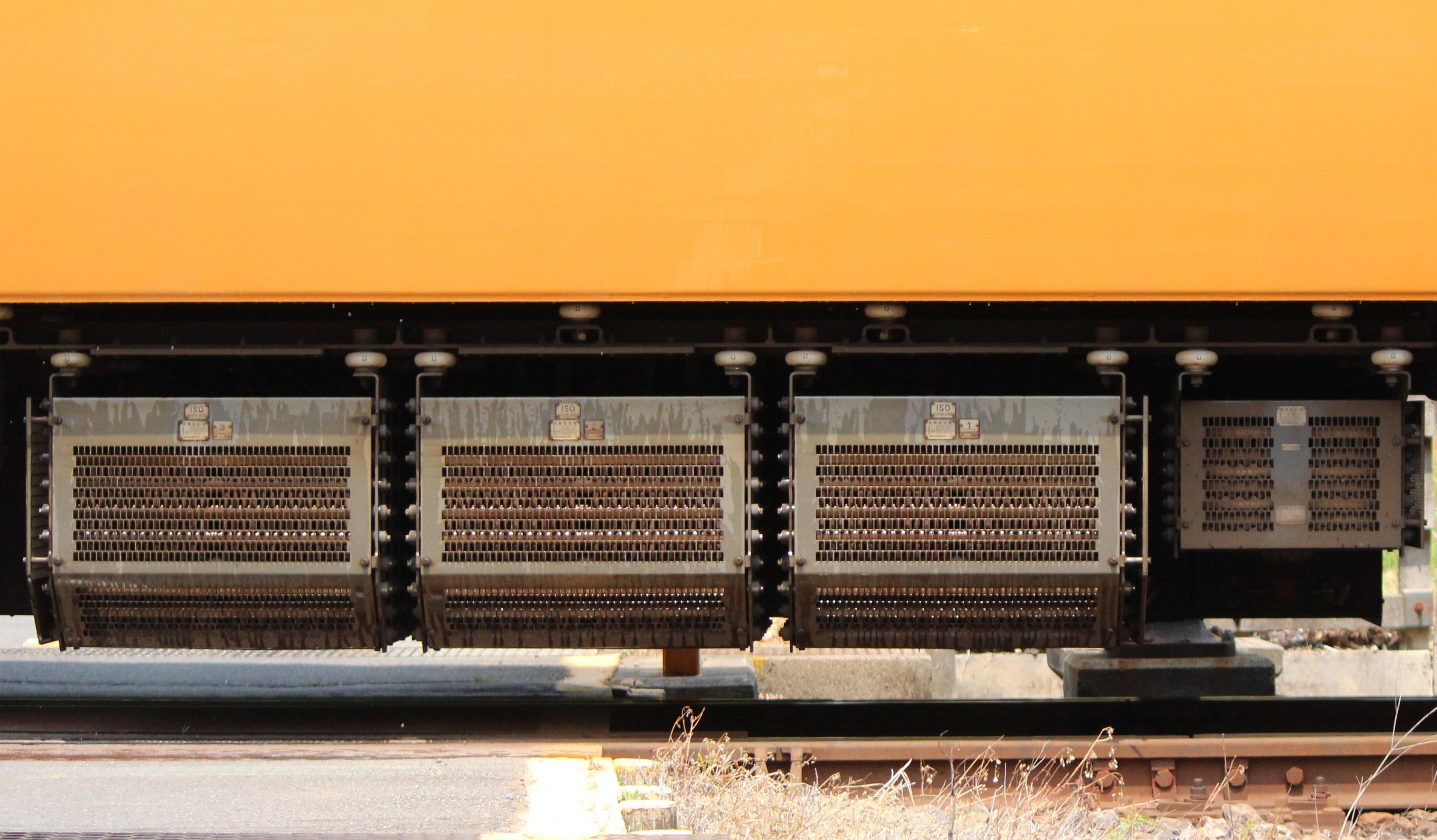
抑速発電抵抗器
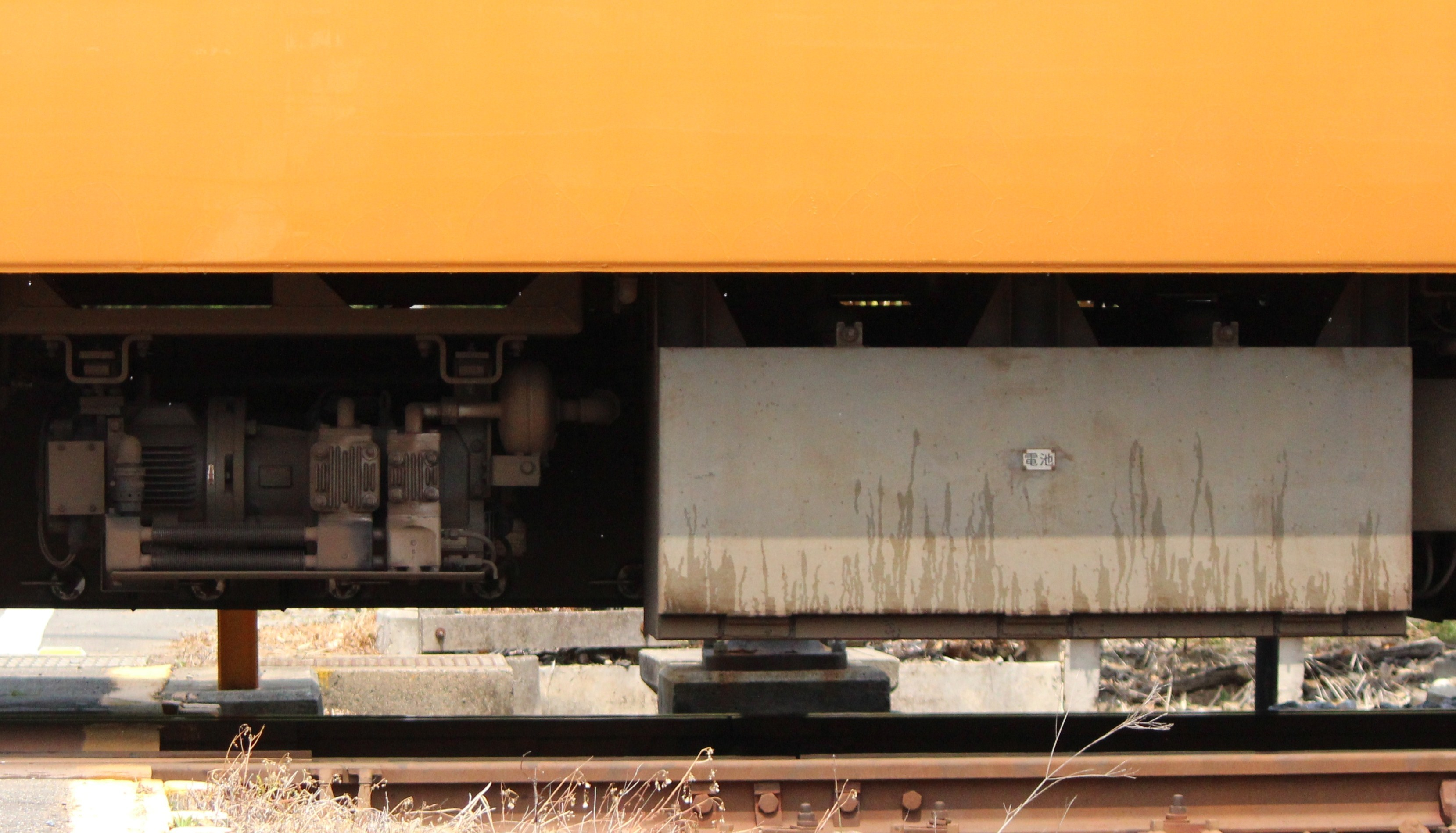
電動空気圧縮機（右は蓄電池箱）
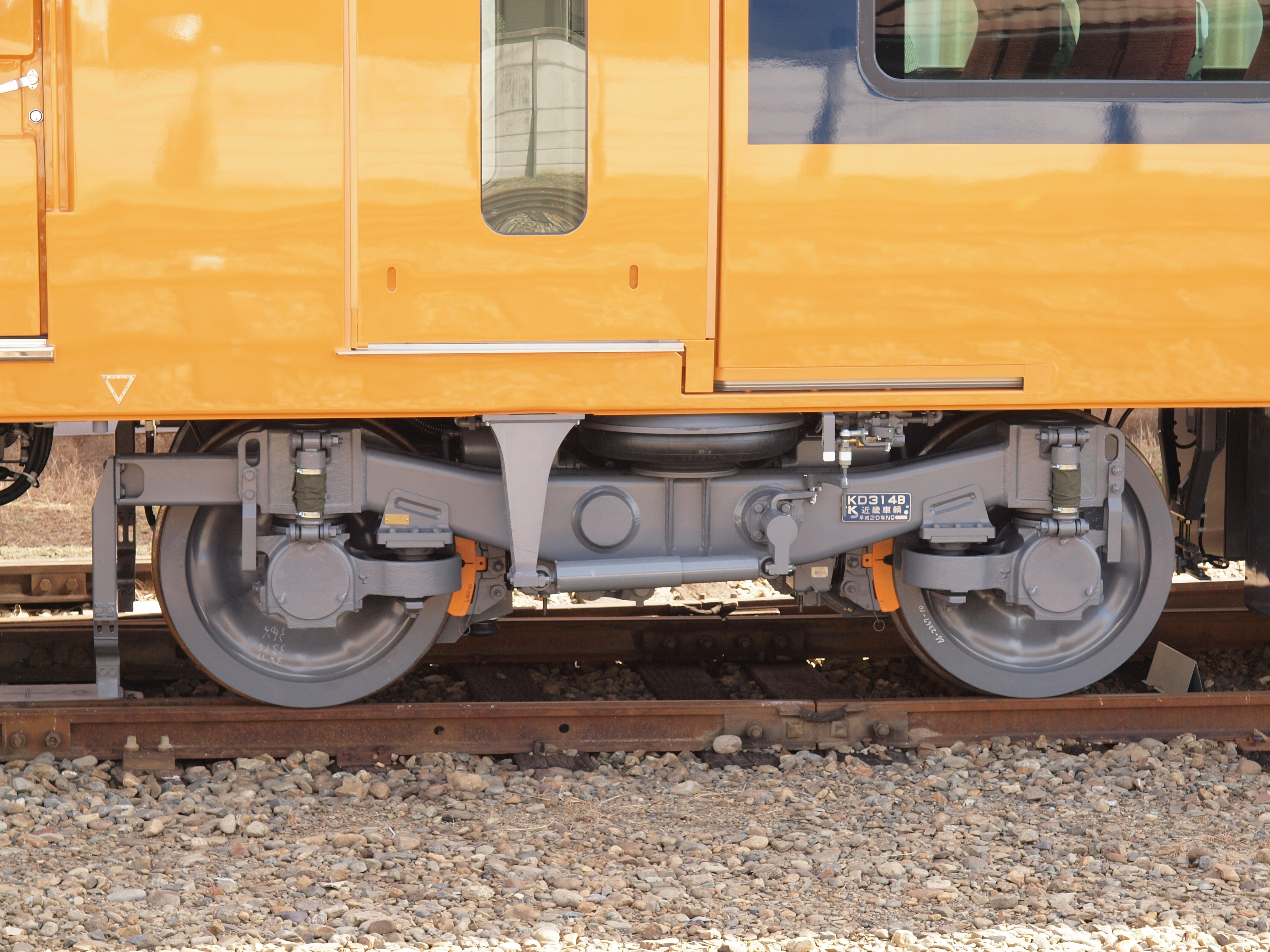
KD314B形電動台車
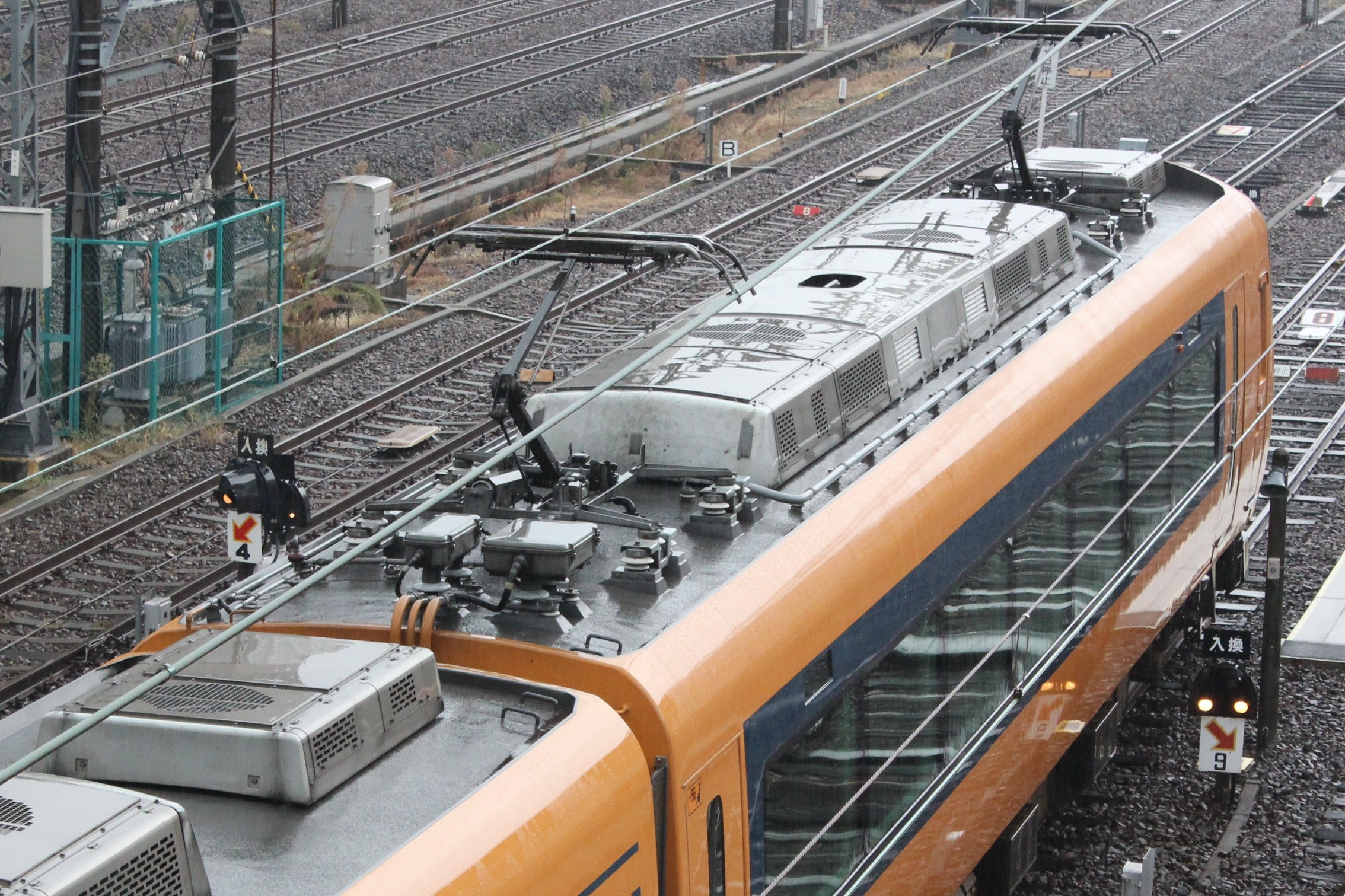
シングルアーム式パンタグラフ

## 改造

### 阪神線直通対応工事
2012年12月末に22601編成(AF01)・22651編成(AT51)と、2013年に22652編成(AT52)と2月末には22602編成(AF02)が阪神線への直通運転に備えて阪神線用の列車選別装置や阪神線ATS関連機器の設置や運転台周りの改造が行われた。

阪神線では2014年2月までは桜川駅以西には乗り入れていなかったが、2014年3月22日からは団体客向けの臨時列車として神戸三宮駅まで乗り入れが開始された。乗り入れは上記該当編成で4両+2両の6両編成となる。それに先立ち同年2月3日から2月4日にかけての深夜に22652編成(AT52)+22601編成(AF01)が乗務員訓練のため阪神電気鉄道の尼崎車庫まで回送され、本形式の阪神線乗り入れが実現した。

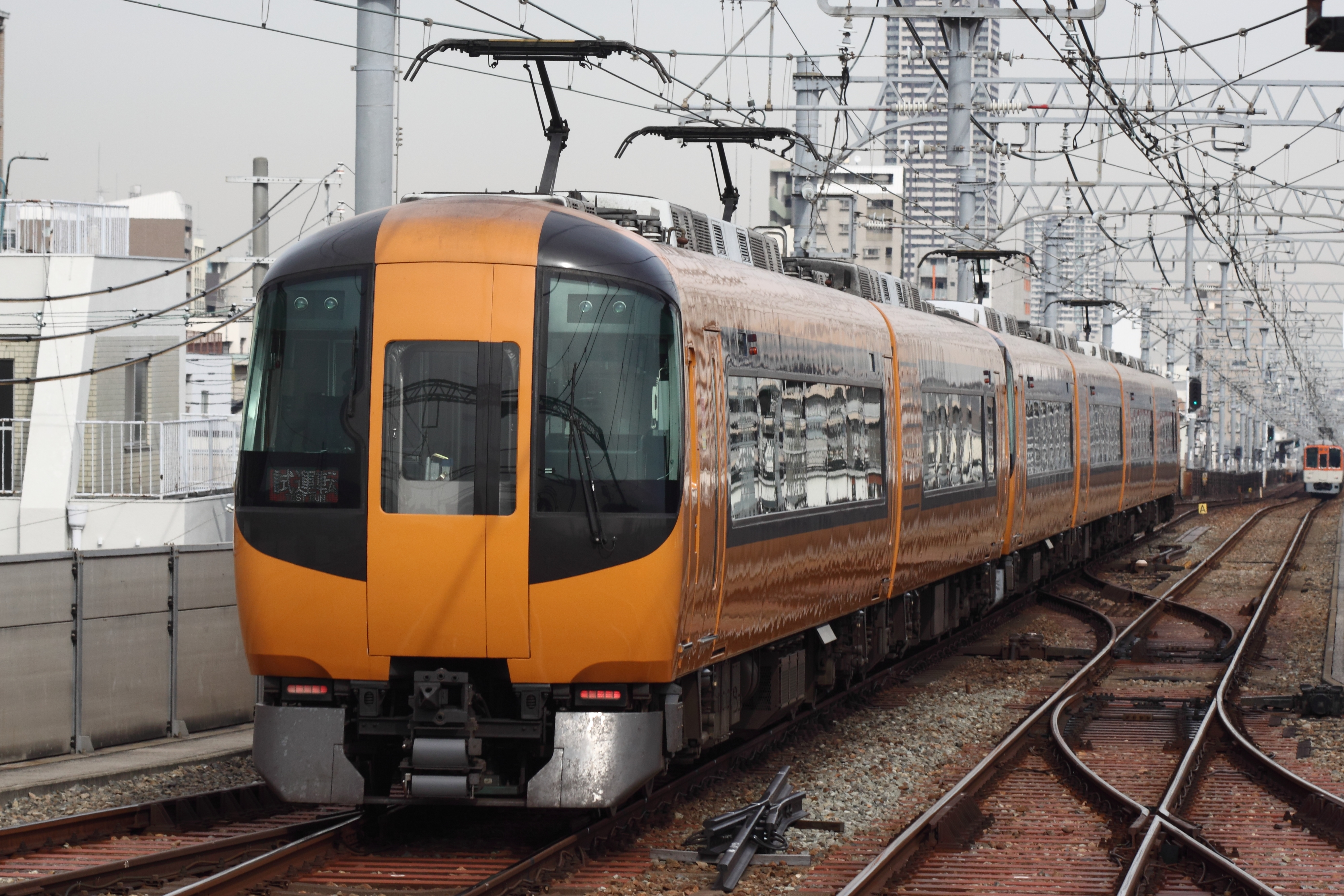
阪神本線内で試運転中の22600系
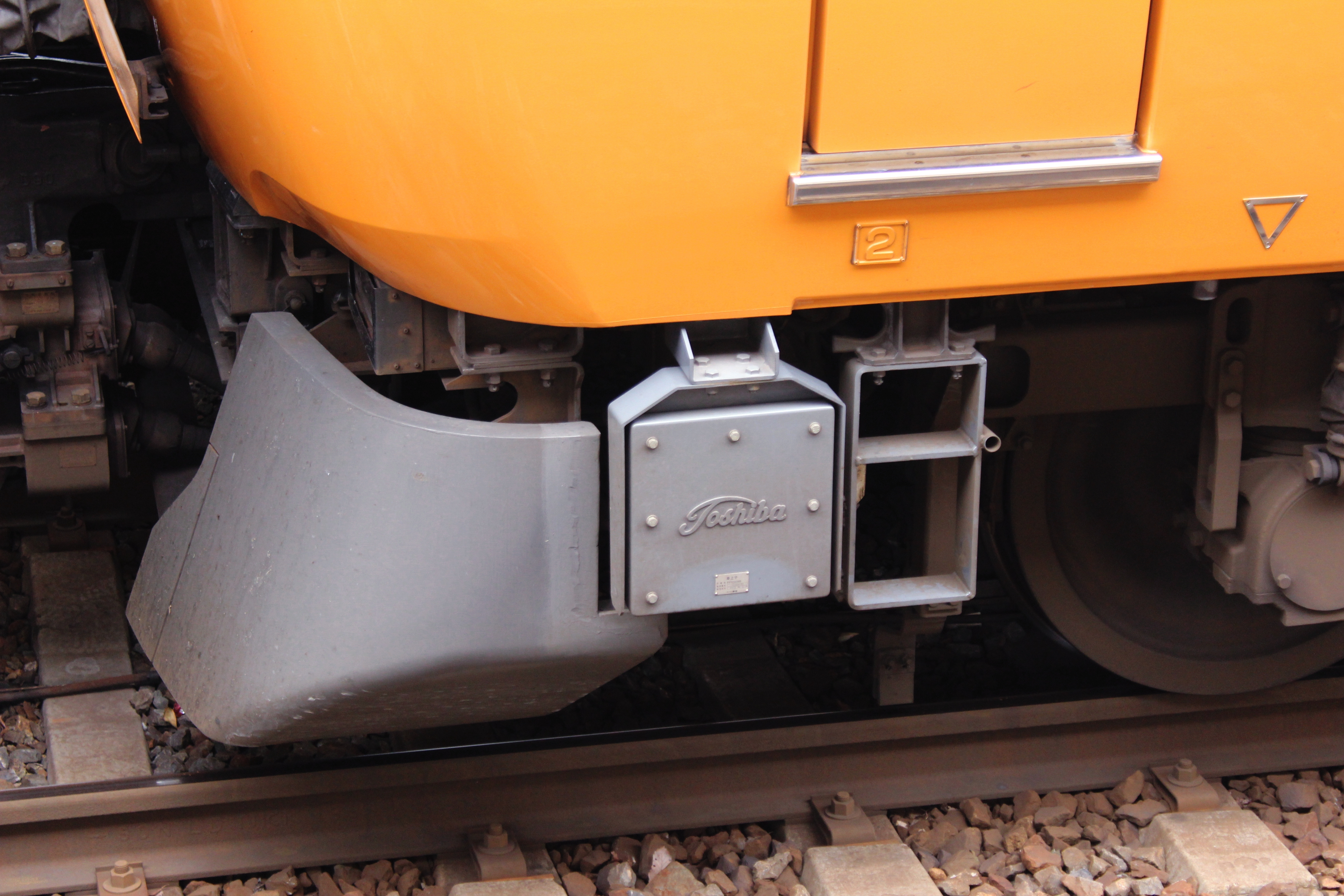
阪神線用列車選別装置地上子

### 塗装変更
2016年7月に検査出場した22656Fを皮切りに、2018年までに車体塗装が順次変更された。塗装デザインは22000系更新車に準拠しているが、22000系で新規にデザインされた愛称や車両形式名をあしらったロゴマークは本形式においては省略され、新造時からのロゴマークは剥離された。

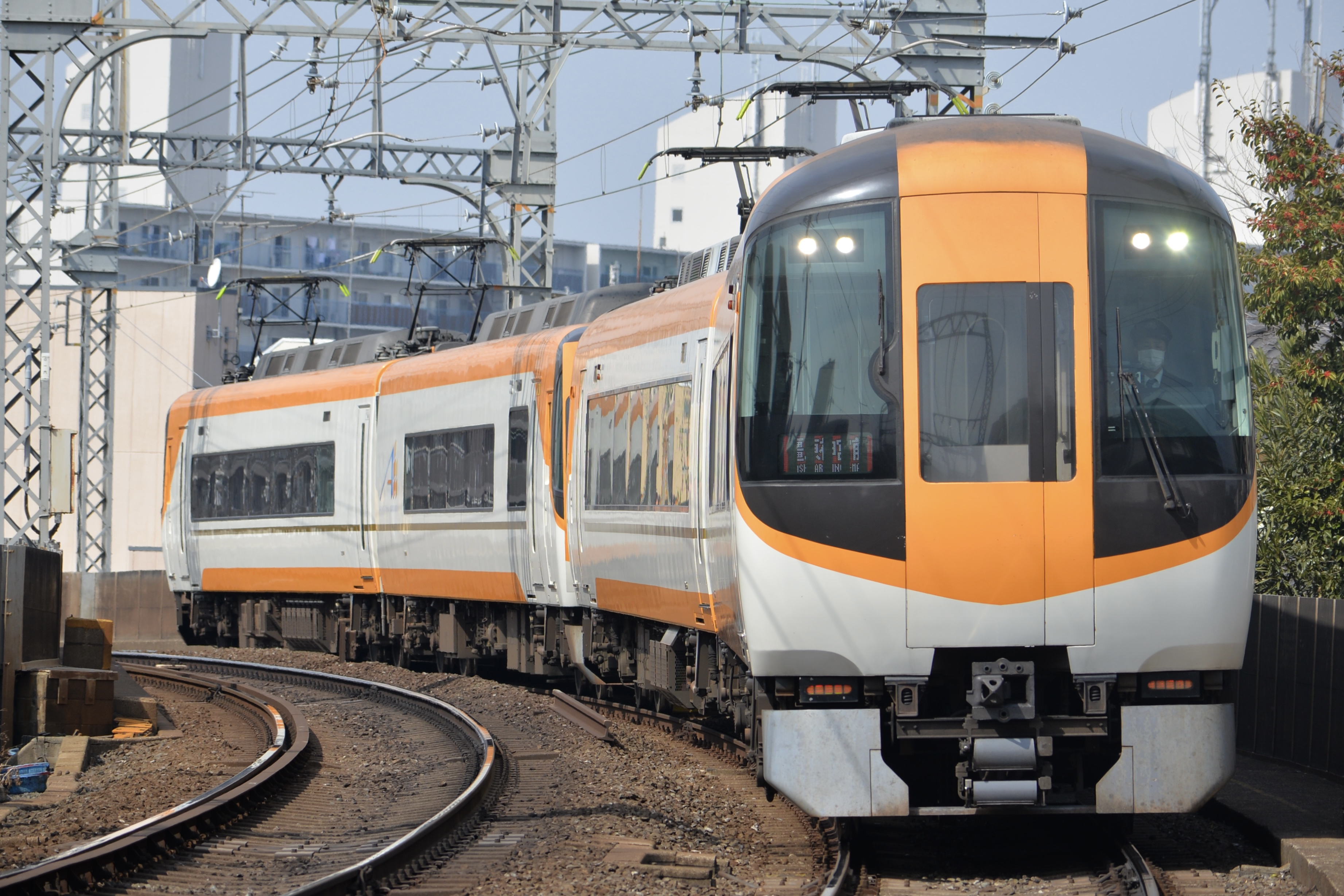
新塗装

### PQモニタリング台車試験
2017年2月1日、五位堂検修車庫に留置されていた明星検車区所属の22658編成(AT58)編成のク22958に、新日鐵住金製PQモニタリング台車(SS183)が装備されているのが確認された。

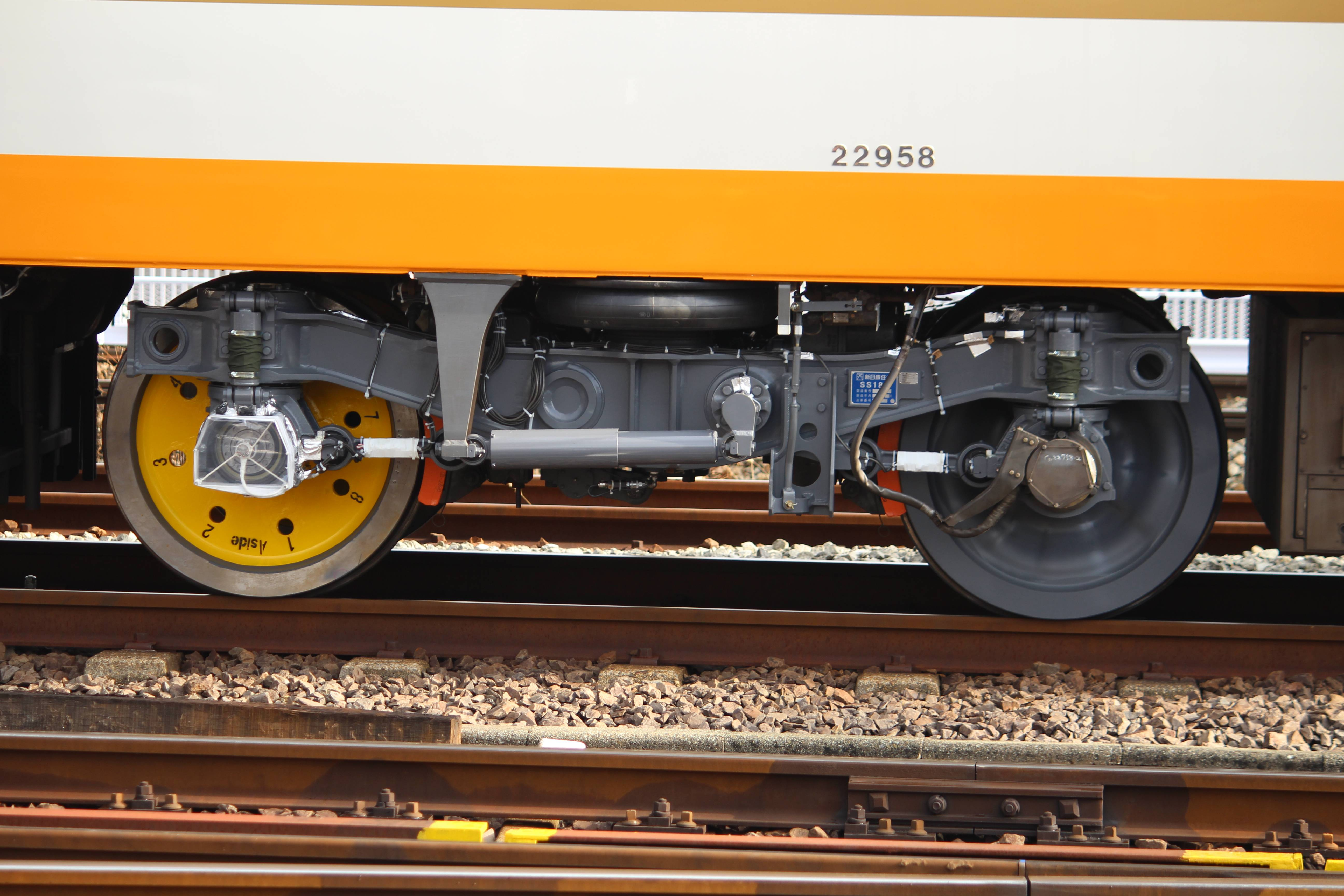
新日鐵住金ＰＱモニタリング台車(SS183)

## 運用
最初に落成したのは2両編成の22651Fで、2009年1月9日未明に製造元の近畿車輛から高安検修センターに搬入された。2009年1月の搬入以来、大阪線での試運転や教習および習熟運転、大阪上本町駅での報道機関などへの公開を経て、同年3月に団体列車として、特急としては同年4月1日より営業運転を開始した。
2008年度は製作費として19億円を投じ、2両編成1本と4両編成2本（10両）を製造した。さらに、2009年度は22両を導入し、12200系の一部を置き換えた。
阪神線直通対応改造が行われた4編成は、登場当時から所属していた西大寺検車区（ただし、22602編成のみ2011年3月16日から明星検車区に所属）から2013年3月17日に行われたダイヤ変更に合わせて高安検車区に転属となった。これに伴って、高安検車区に所属していた22654F・22655Fや22000系2両編成車の一部が西大寺検車区に転属している。
2021年4月1日現在、4両編成2本と2両編成12本の計32両が在籍している。
4両編成
- 高安検車区：22601F・22602F[15]

阪伊乙特急を中心に運用され、阪神線に乗り入れる団体臨時列車にも使用される。
2両編成
- 東花園検車区：22651F・22652F[15]

阪伊乙特急を中心に、上記の4両編成と併結した6両編成で阪神線に乗り入れる団体臨時列車にも使用される。
- 西大寺検車区：22653F - 22655F[15]
- 明星検車区：22656F - 22657F・22662F[15]

阪伊乙特急、京都線系統を中心に運用され、両者は共通運用となっている。
- 富吉検車区：22658F - 22661F[15]

名伊を中心に運用されており、2012年以降は夏季に臨時運転される湯の山特急にも起用されている。

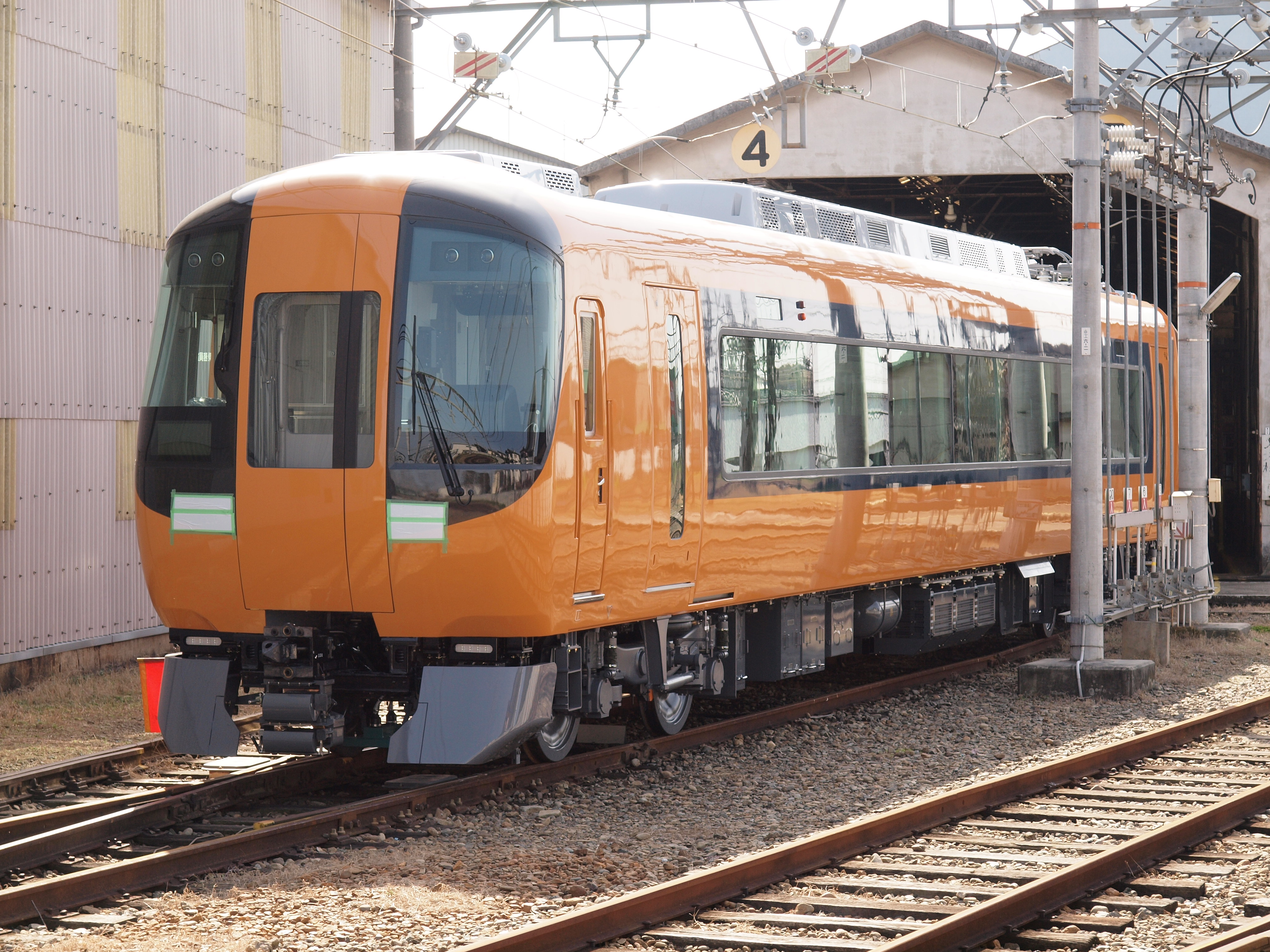
搬入直後の1次車の写真 高安車庫（2009年2月）
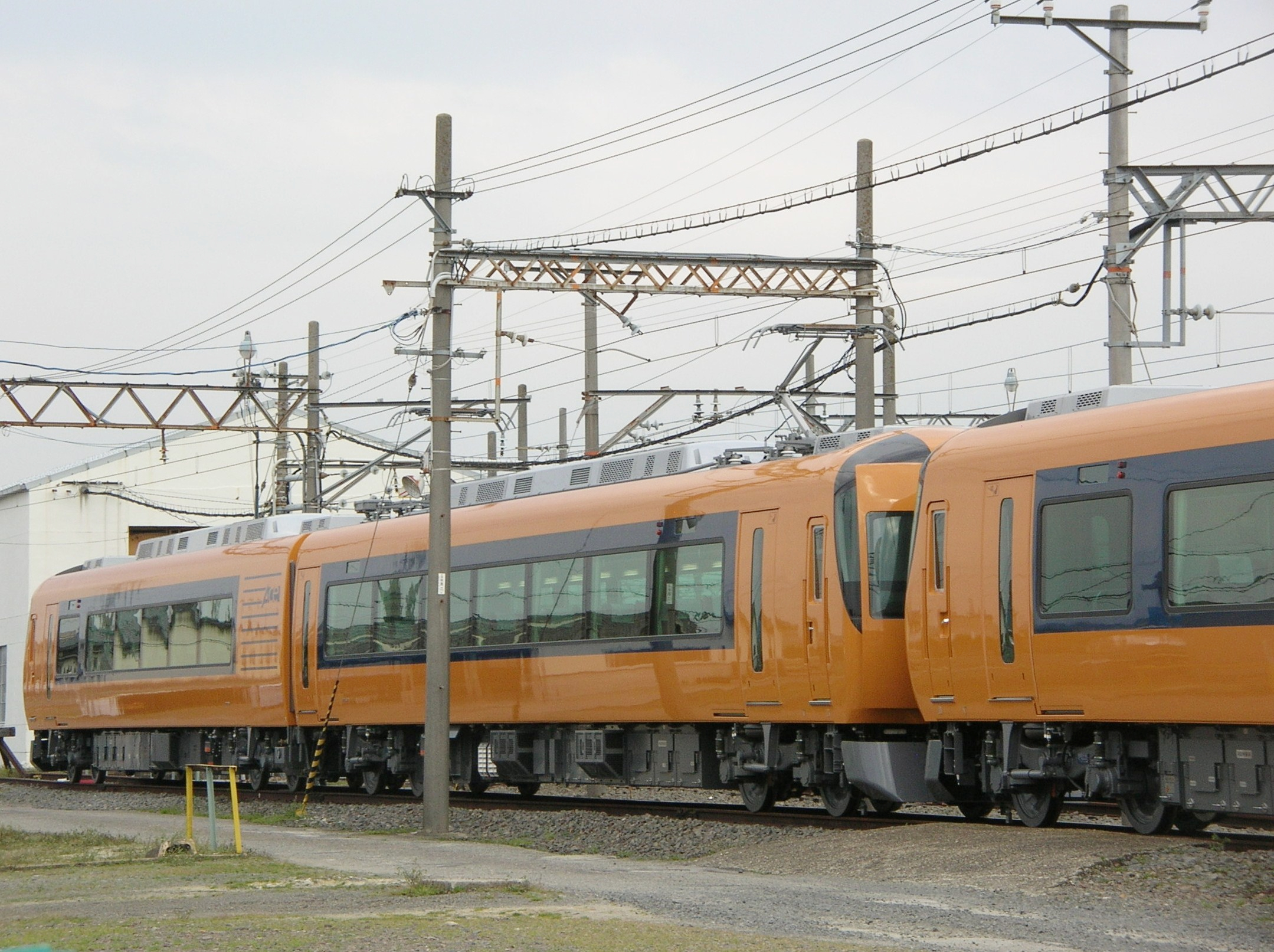
2次車の22661Fと22662F搬入直後 富吉車庫（2010年4月）
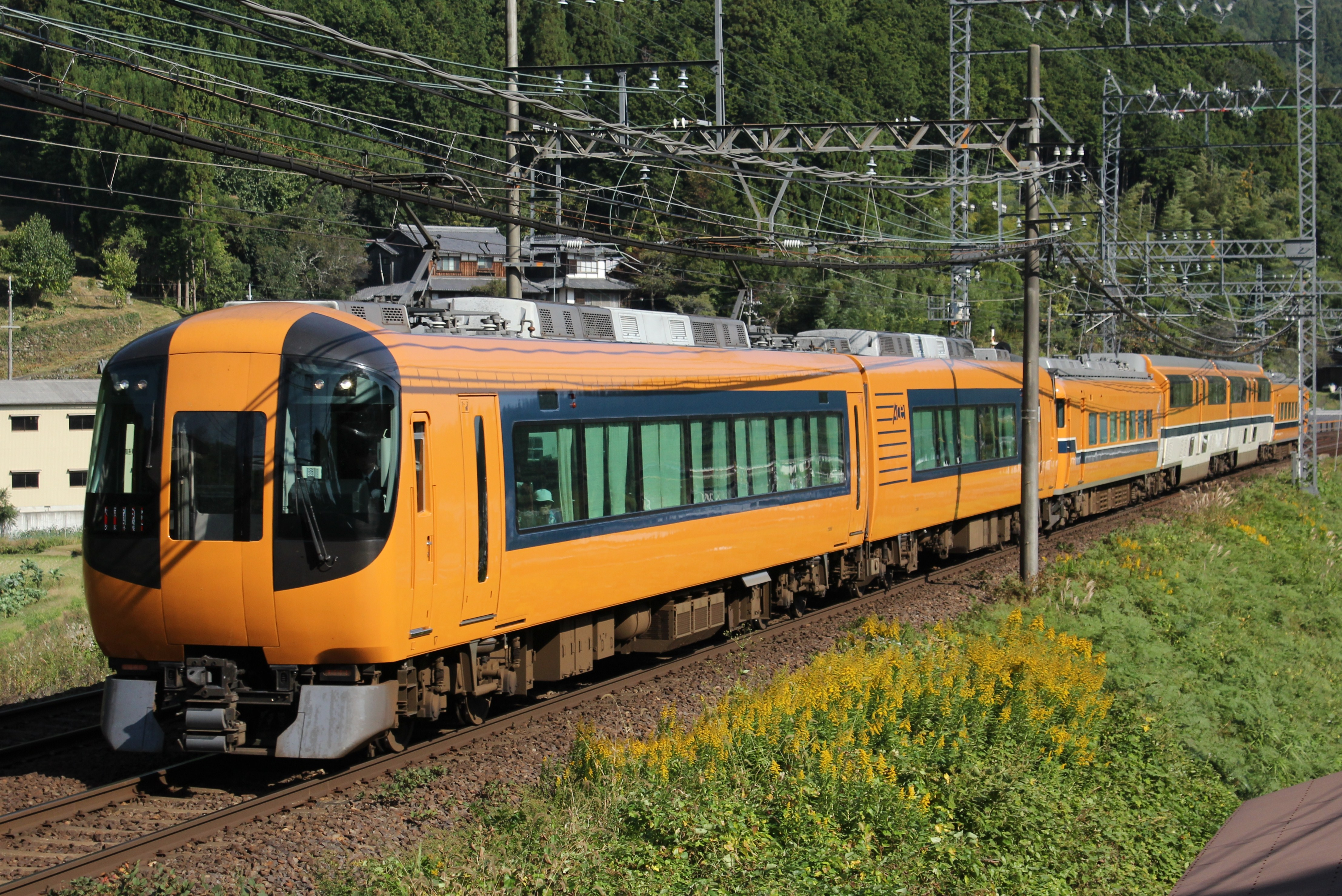
他形式と併結して汎用型特急としての特質を生かす22600系（写真は、後部に30000系を併結した6両編成）

## 16600系
16600系は16400系をリファインし22600系と共通設計とした狭軌路線用車両で、南大阪線・吉野線大阪阿部野橋駅 - 吉野駅間の吉野特急用で運用される。
16000系の置き換えを目的に、2010年に2両編成2本が製造された。モ16600形 (Mc)  - ク16700形 (Tc) の2両固定編成となっている。設計コンセプトは22600系と共通するが、吉野特急では2両編成単独での運用があることから、22000系に対する16400系と同様に細部での設計変更点がある。

### 編成
編成は2両編成で、電算記号（編成記号）は「Yoshino」と「Two」から取られたYTである。
| 項目＼運転区間 | ← 大阪阿部野橋吉野 →        | ← 大阪阿部野橋吉野 → | ← 大阪阿部野橋吉野 → | ← 大阪阿部野橋吉野 → | ← 大阪阿部野橋吉野 → | ← 大阪阿部野橋吉野 → | ← 大阪阿部野橋吉野 → | ← 大阪阿部野橋吉野 → |
| 形式           | ク16700形 (Tc)              | モ16600形 (Mc)       |                      |                      |                      |                      |                      |                      |
| 搭載機器       | SIV,CP,BT                   | ＜,VVVF,＜           |                      |                      |                      |                      |                      |                      |
| 自重           | 43.0t                       | 47.0t                |                      |                      |                      |                      |                      |                      |
| 定員           | 42+1（車椅子対応席）        | 52                   |                      |                      |                      |                      |                      |                      |
| 車内設備       | 洗面室・トイレ 車椅子用設備 | 喫煙室               |                      |                      |                      |                      |                      |                      |

- 搭載機器欄のVVVFは制御装置、SIVは補助電源装置、CPは電動空気圧縮機、BTは蓄電池、＞＜はパンタグラフ搭載位置と関節の方向。
- 編成定員は95名。

### 車体

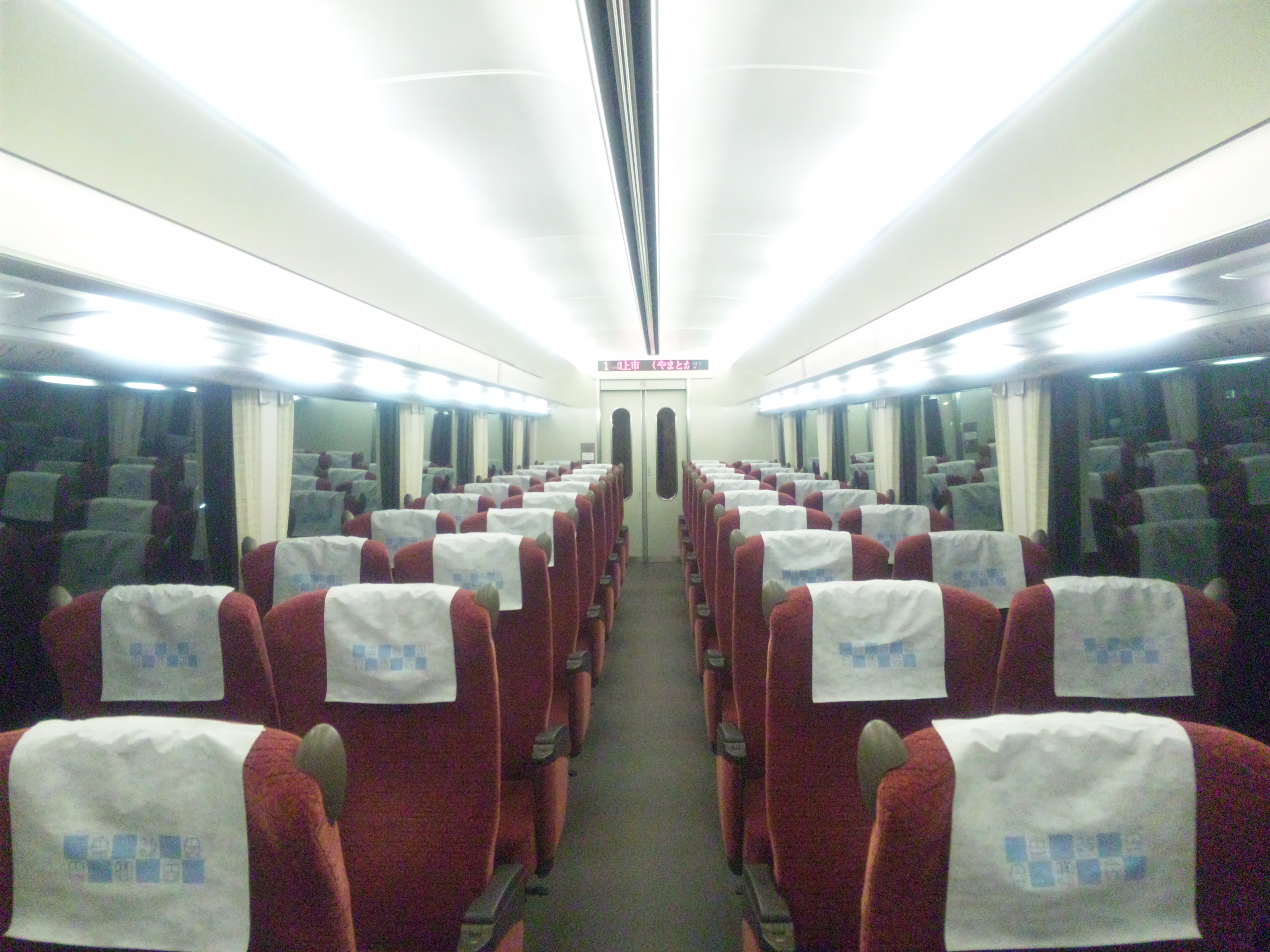
16600系の車内

車体は22600系と同様のデザインであるが、先述のようにバリアフリー設備などを収める関係で扉・窓配置を見直しており、乗降扉はモ16600形に1か所、ク16700形に2か所設置し、モ16600形に喫煙室、ク16700形にバリアフリー設備（車椅子対応座席とトイレ）の設置に変更している。

### 主要機器・性能
走行機器は標準軌線ほど高速、急勾配走行がないために、16400系と同様に標準軌線車両より性能を落としたものを新たに採用している。主電動機は三菱電機製定格出力185kWの三相交流誘導電動機 (MB-5137-A) で、将来は標準軌路線の通勤車とも共用できる構造としている。フレームレス背面通風構造としたことで電動機の軽量化および冷却性能の向上を図っており、さらにロータ風穴を廃したことで電動機内部に埃が滞留しない構造の採用などで120万kmまでの無分解保守を実現しているのは22600系のMB-5097Bと同様である。歯車比は6.31に設定されている。
制御装置は1C2M方式のIGBT素子使用のVVVFインバータ制御で主回路は二重系となっており、通勤車6820系の装置をベースに特急車用に改良したものである。
抑速回生ブレーキも装備するが、22600系では装備している回生制動が失効した際に発電制動に切り替える機能と発電制動用の抵抗器を省略する代わりに、運転席に回生失効状態を知らせる表示機能を設置している。その他のブレーキシステムは22600系と共通である。
台車は狭軌用ボルスタレス台車（Mc車KD316, Tc車KD316A）を装着する。22600系と異なりヨーダンパは備えていない。
補助電源装置は容量80kVAの静止形インバータをク16700形に搭載する。インバータを2基装備し冗長化を図っているのは22600系と同一である。空気圧縮機は1,000l/minのものをク16700形に1台搭載する。

### 改造

#### 塗装変更

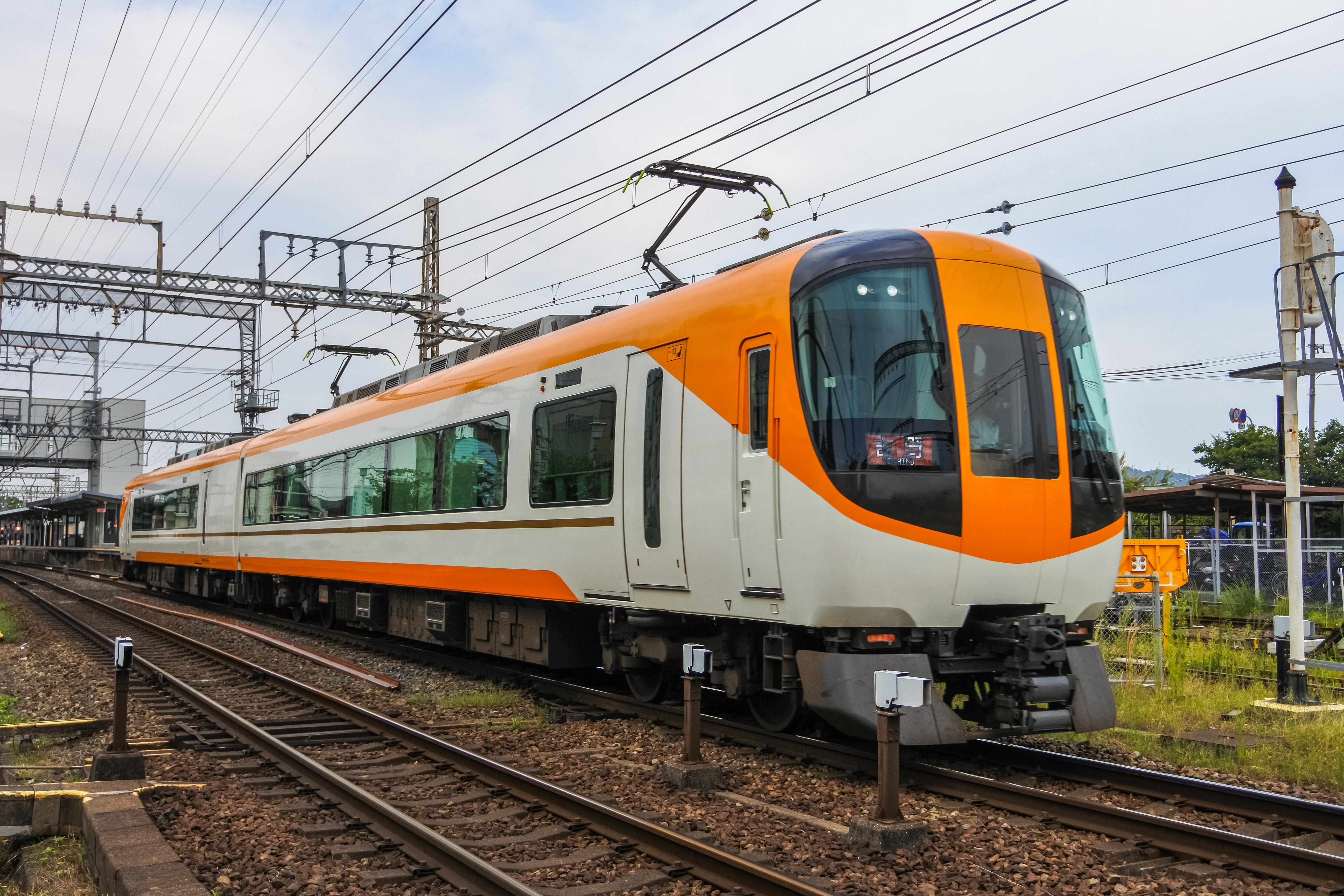
新塗装の16600系、2017年9月道明寺駅で撮影

2015年に近鉄から一部の汎用特急車両に対する車体塗装変更が発表され、本系列では2016年度中に車体塗装の変更を完了した。

### 運用
2010年5月6日より試運転を順次実施し、同年6月19日から営業運行を開始した。2019年4月現在、古市検車区に配置されている。